# Museo archeologico di Olimpia
Il Museo archeologico di Olimpia è uno dei principali musei della Grecia ed ha sede ad Olimpia nell’Elide.
Dipende dal Ministero della Cultura greco (VII eforato delle antichità preistoriche e classiche). È stato il primo museo creato fuori dalla capitale. Ospita le scoperte fatte sull'Altis, nel sito di Olimpia: oggetti che vanno dalla preistoria all'epoca romana fino al VI - VII secolo. I suoi capolavori sono Hermes con Dioniso di Prassitele, i frontoni del tempio di Zeus, la Vittoria di Paionios e la coppa che apparteneva a Fidia. La dimensione della sua collezione di bronzi antichi la rende la più grande del mondo.
Il museo è ospitato in due edifici: l'edificio principale con dodici sale espositive (organizzate tematicamente e cronologicamente: preistoria, geometrica e arcaica, arcaici e ceramiche classiche, scultura monumentale in terracotta, frontoni e metope del tempio di Zeus, "Vittoria di Paionios", laboratorio di Fidia, Hermes con Dioniso di Prassitele, ellenistica, romana, statuaria romana e ultimi anni del santuario) e un'ala con servizi per i visitatori. Un altro edificio, dedicato al negozio del museo, è un po’ fuori mano, a metà strada verso il sito archeologico.

## Storia del museo

### Il primo museo

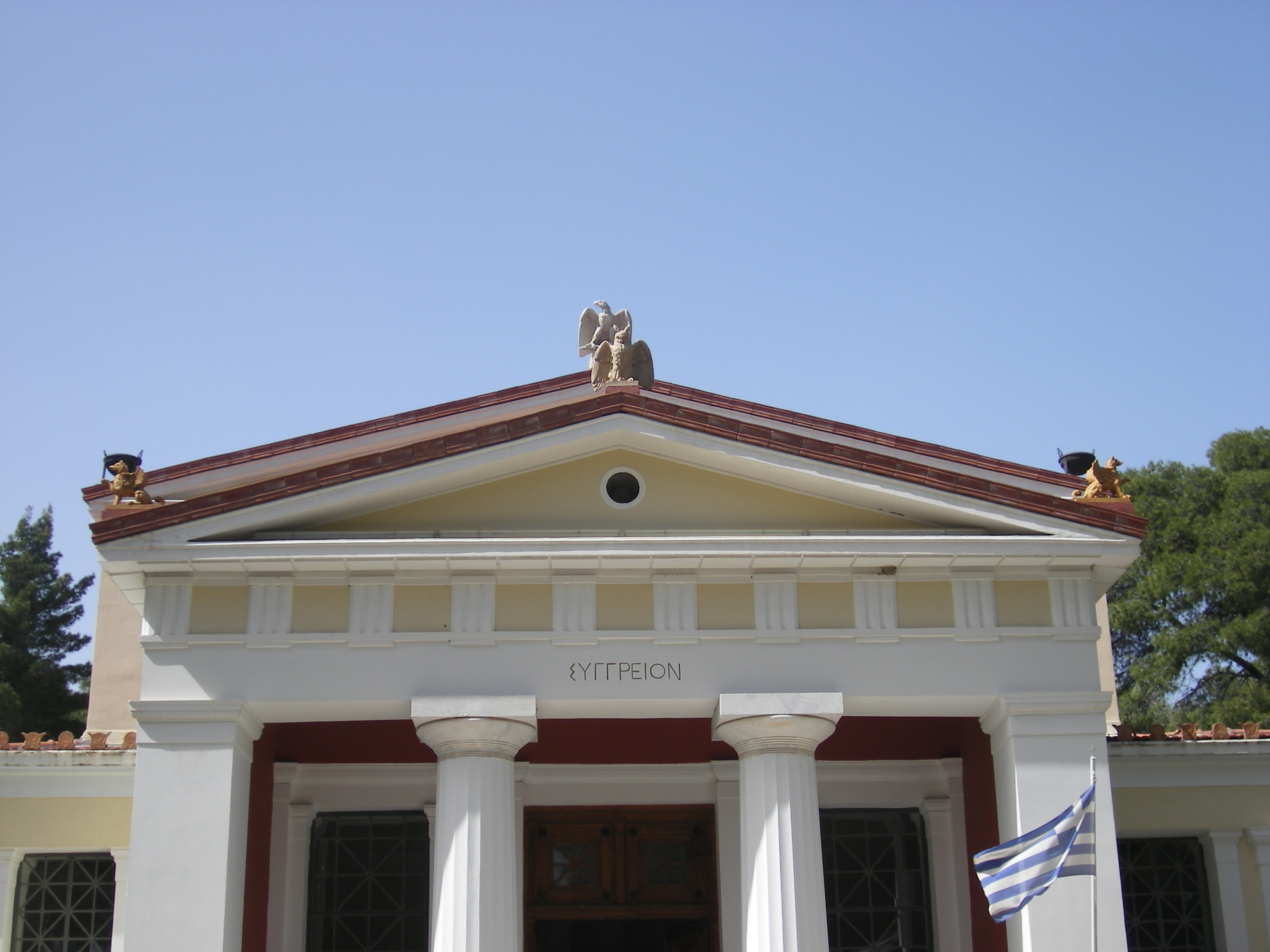
Il vecchio edificio del museo

Il museo fu costruito dalla parte opposta del sito degli scavi nella valle nord-ovest della collina Kronion. Il filantropo banchiere Andreas Sygros finanziò (per 220.000 dracme) e affidò il progetto a architetti e archeologi tedeschi, che hanno iniziato lo scavo del sito, Friedrich Adler e Wilhelm Dörpfeld. Un edificio neoclassico fu eretto sulla collina di Drouva all'uscita della città, sulla strada per il santuario. Completato nel 1888, fu il primo museo greco costruito fuori dalla capitale. Danneggiato da un terremoto nel 1954, era diventato troppo piccolo per ospitare tutte le collezioni. La costruzione di un nuovo museo fu decisa negli anni 70. Per lungo tempo inutilizzato, l'edificio ospita dal 2004 il Museo della storia dei giochi olimpici antichi.

### Il museo attuale

Pianta del museo

Progettato da Patroklos Karantinos e iniziato nel 1966, il "nuovo museo" fu completato nel 1975, ma il trasferimento di opere richiese tempo. La mostra definitiva fu inaugurata solo nel 1982 dall'allora Ministro della Cultura, Melina Merkouri. La museografia fu dovuta a Nikolaos Gialouris, poi Eforo delle Antichità, a Ismini Trianti e allo scultore S. Trianitis che fu incaricato di installare la Vittoria di Paionios su un piedistallo specifico. Ma non è stata visibile fino al 1994. Il museo è stato rinnovato come parte dei preparativi per i Giochi olimpici del 2004 ed è stato chiuso da settembre 2003 al 24 marzo 2004. Le collezioni sono state riorganizzate mantenendo lo spirito della prima presentazione. Le stanze sono state ingrandite: luce, ventilazione e aria condizionata rivisti; il negozio è stato spostato; l'Hermes di Prassitele fu installato in una stanza interamente dedicata, su una base anti-terremoto; vennero create nuove stanze: il laboratorio di Fidia e gli ultimi anni del santuario, mentre la mostra sugli antichi Giochi Olimpici, trasferita in un museo specifico.
L'attuale museo è organizzato in due edifici. Le collezioni sono nelle dodici sale espositive dell'edificio principale. L'ala est di quest'ultimo è dedicata ai servizi per i visitatori (caffetteria e servizi igienici), mentre i suoi scantinati contengono riserve e laboratori di conservazione (terracotta, bronzi, pietra e mosaici). Il negozio (oggetti e libri) è installato in un altro edificio, tra il museo e il sito archeologico.

## Collezioni
Il museo è preceduto da un grande peristilio a corte quadrata dove sono esposti vari elementi architettonici e statue (tra cui il busto di una statua colossale di Augusto dal Metrooon), mentre nella hall vi è un modello del sito al suo apice (epoca romana) con tutti gli edifici che sono stati costruiti, ciò permette di visualizzare meglio le due visite (quella del museo e quella del sito stesso).

### Collezione preistorica e protostorica
La sala 1 (a sinistra della hall) è dedicata al periodo preistorico, grazie alle scoperte fatte sul sito ma anche nella regione di Olimpia. I frammenti esposti qui e risalenti al periodo neolitico (4300 - 3100 a.C.) sono stati rinvenuti nell'argine settentrionale dello Stadio Olimpico. Sono indicazioni di un'occupazione molto antica del sito. Gli oggetti più antichi (ceramiche fatte a mano e strumenti in pietra) risalgono agli Antico elladico II e III (2700-2000 a.C.). Alcuni provengono dal "tumulo di Pelope" (tra il tempio di Hera e l'altare di Zeus sul sito archeologico) che viene proposta anche una ricostituzione. Altri sono stati scoperti anche in abitazioni, i più antichi edifici del sito. I vasi esposti sono caratteristici di questo periodo: brocche di tipo, vasi la cui forma è vicina all'anfora, phiale con un solo manico, cantharos e askoi. Le brocche e le phiiale hanno un decoro, in rilievo o inciso, sul labbro, sul manico o sulla base che mostra i rapporti con l'elladico antico tra Olimpia e la cultura di Cetina (nell'attuale Croazia). I legami con la regione dalmata continuarono a lungo, come dimostrano le ceramiche e gli strumenti del Medio elladico (2000 - 1600 a.C.).

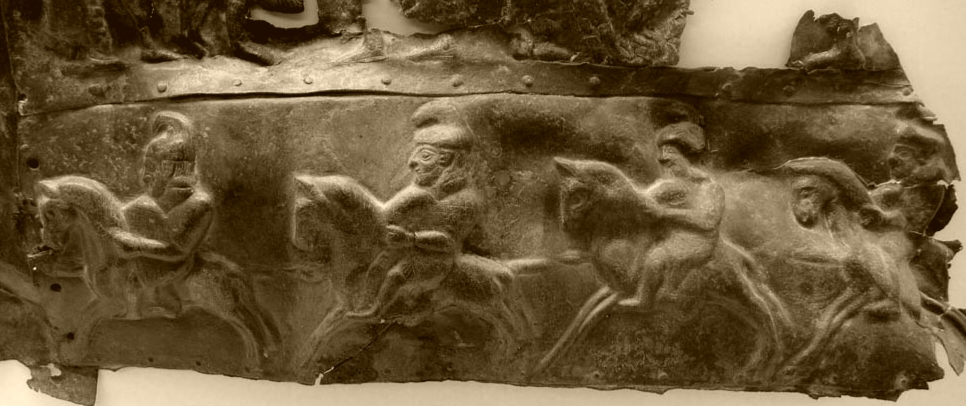
Bronzo neo-ittita (VIII secolo a.C.), riutilizzato dagli abitanti di Olimpia.

Il periodo miceneo (1600 - 1100 a.C.) è rappresentato da oggetti (terracotta, pietra o bronzo) trovati in varie tombe a tholos della regione, principalmente sulle colline di Zouni e Kalosaka vicino al museo. I vasi micenei, con una semplice decorazione lineare, qui presentati sono principalmente anfore che conservavano olio, anfore a staffe per oli aromatici, alabastro, ovoidali o cilindrici, per unguenti e kylix (vasi per bere). È inoltre possibile vedere gli idoli in terracotta delle donne a forma di ψ, gioielli (collane in pasta di vetro), utensili igienici (rasoi), intagli, armi (punte di lancia), elmi e zanne di cinghiale.
La sala termina con tre lastre di bronzo dell'Assiria risalenti al periodo neo-ittita (VIII secolo a.C.). Testimoniano le relazioni tra le due regioni. I loro set evocano una processione con sacerdoti che portano animali al sacrificio e una sfilata di guerrieri (cavalieri e fanti con corazze). Sono stati riutilizzati per coprire oggetti in legno, ora mancanti.

### I bronzi
Questa ampia camera (la nº 2) espone oggetti in bronzo, per lo più dei periodi geometrico e arcaico (X e VI secolo a.C.): armi, scudi, elmi, gambali, lebes (vasi) di tutte le dimensioni (miniatura, dimensioni normali o monumentali) come il più antico calderone monumentale superstite su un treppiede risalente al IX secolo a.C., treppiedi, statuette e targhe ornate. Questa è la più grande collezione di bronzi antichi al mondo. Le offerte a Zeus costituiscono la grande maggioranza e dimostrano l'influenza e la ricchezza del santuario in questo periodo.
Le offerte a Zeus provengono dall'enorme altare fatto dalle ceneri degli animali sacrificati sull'Altis. Tra queste ceneri, gli archeologi hanno trovato un gran numero di figurine di bronzo umano e animale (e talvolta di argilla) provenienti da tutto il Peloponneso: sono rappresentati i laboratori di Argolide, Corinzia, Laconia ed Elide. I più antichi (IX secolo a.C.) sono quasi astratti. Quanto segue aggiunge poco a poco dei dettagli. Varie interpretazioni sono state proposte per queste statuette. Le figure maschili rappresenterebbero Zeus, a volte guerriero quando c'è l'elmo o la figura di un auriga, a volte un'epifania del dio. Potrebbero anche rappresentare i fedeli nella posizione di pregare. Le figure femminili potrebbero essere Era o un adoratore. Possiamo vedere una figura femminile che cavalca un'amazzone (2 ° quarto dell'VIII secolo a.C.). Un gruppo di sette donne nude che danzano in cerchio potrebbero essere ninfe (VIII secolo a.C.). Le figure animali sono spesso cavalli o tori. I calderoni (di tutte le dimensioni) erano anche un tipo di offerta ricorrente a Zeus. La stanza esibisce tutta la varietà, così come le maniglie (decorate con cavalli nei primi tempi e poi sempre più figure umane o divine come Telchini). Un cavallo (inizi del VII secolo a.C.) in bronzo (ghisa piena) più grande di altre statuette simili esteticamente (e fisicamente nella stanza) segna il passaggio dall'era geometrica all’epoca arcaica. Dal VII secolo a.C. sviluppa uno stile "orientalizzante" che incorpora nuovi motivi, come leoni, sirene e soprattutto grifoni. Appare anche un nuovo tipo di calderone, il calderone a "serbatoio inchiodato", che sostituisce il calderone "serbatoio mobile". I nuovi modelli sono applicati al bordo del serbatoio. Protomi di sirene o grifoni sono applicati nella decorazione.

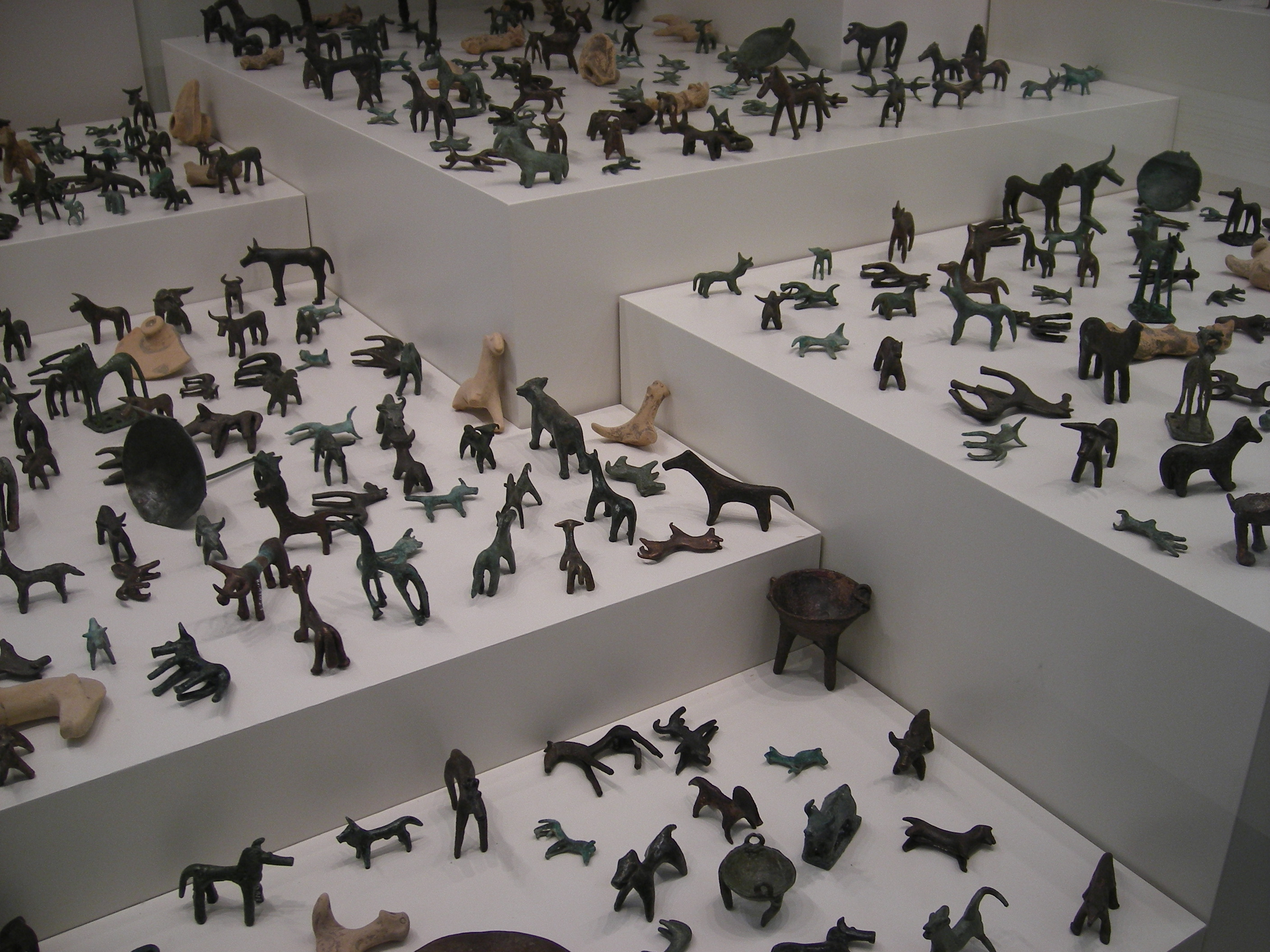
Offerte a Zeus, animali in bronzo e terracotta, IX-VIII sec a.C.
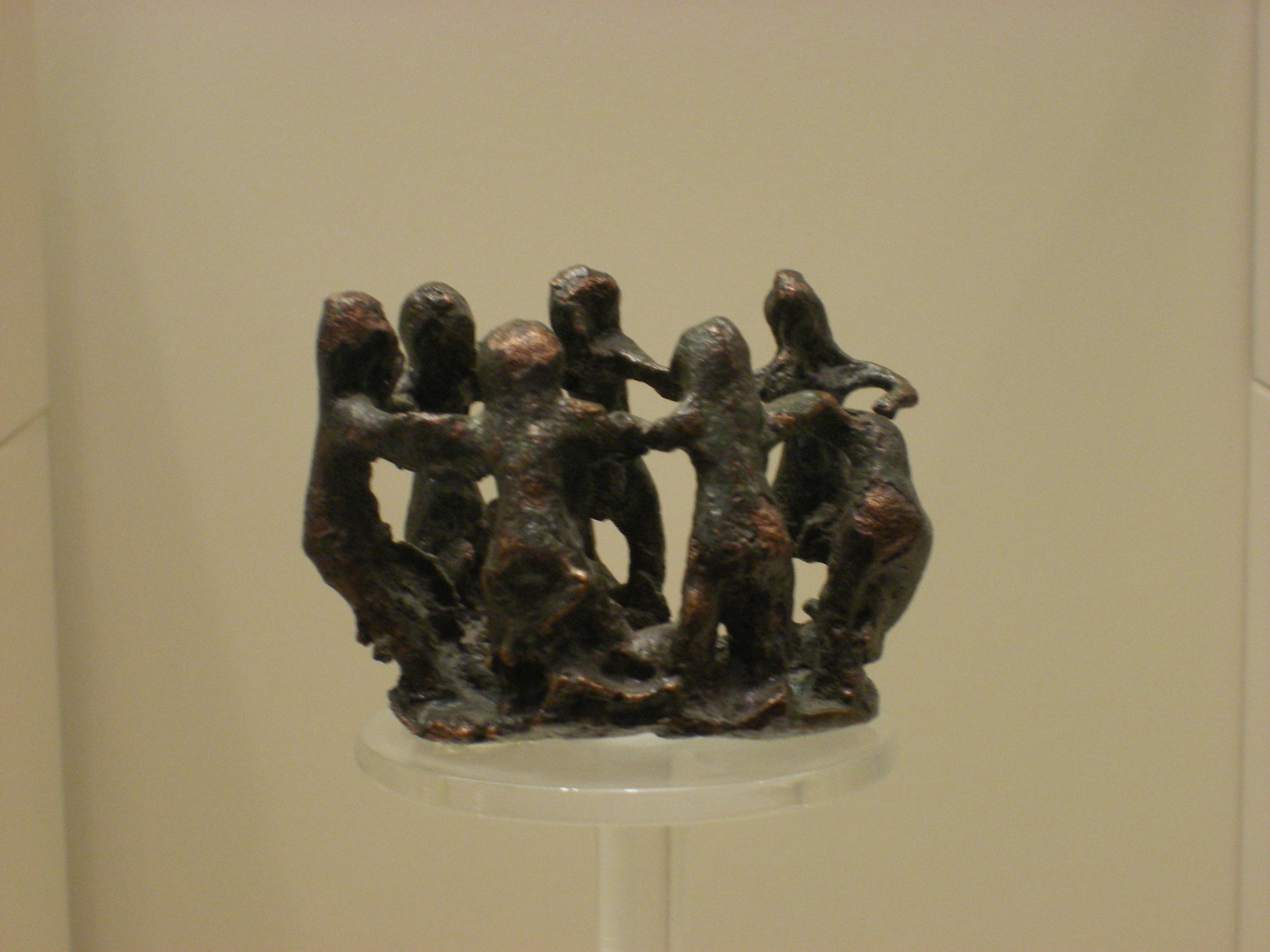
Gruppo di sette donne nude ballano in cerchio (ninfe?), facendo offerte a Zeus, bronzo VIII secolo a.C.
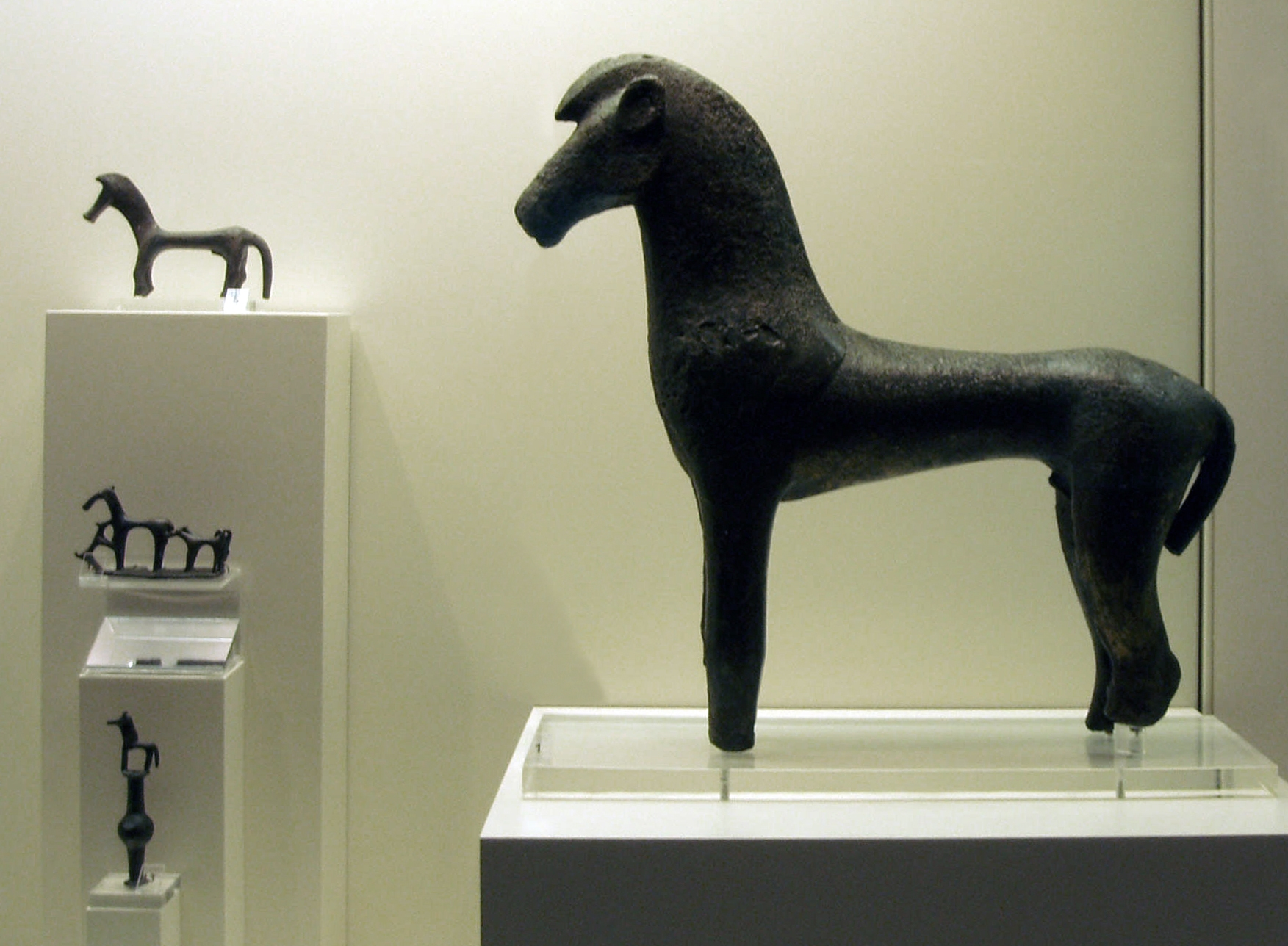
Statua del cavallo, offerta a Zeus, bronzo, inizio VIII secolo a.C.
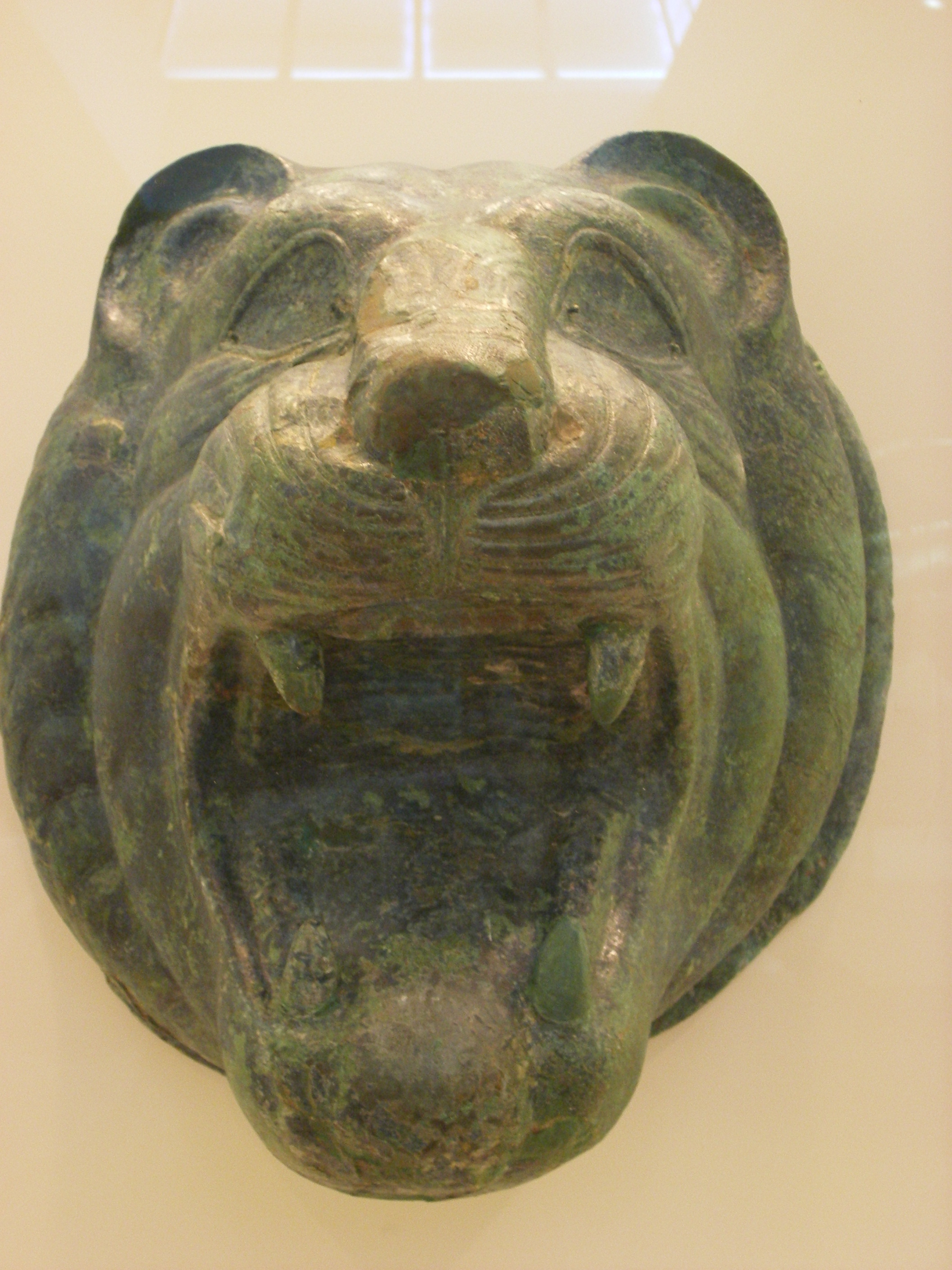
Testa di leone in bronzo. Può essere fissata su uno scudo o su un edificio. Importazione orientale: neo-ittita, VIII secolo a.C.

L'epoca arcaica segna un primo apogeo del Santuario e gli oggetti in bronzo di questo periodo sono abbondanti: figurine, placche di bronzo, ma anche armi e scudi (offerte reali o in miniatura). Gli oggetti in bronzo martellato presentati sono notevoli per la loro rarità, come il genio femminile alato. È lo stesso per le lastre di bronzo che coprivano gli oggetti di legno ora mancanti (cassapanche, porte). La placca martellata e scolpita raffigurante un grifone alato è un esempio unico. Le maniglie degli oggetti di uso quotidiano sono sempre più elaborate: il guerriero, il vecchio appoggiato al bastone (550 a.C.), korai (inizi del V secolo a.C.), sfingi opposte su ciascun lato di una pianta (570 - 560 a.C.), un sileno con una candela (530-520 a.C.). I guerrieri o le città vittoriose in battaglia hanno dedicato le loro armi e le armature a Zeus, o piuttosto armi e armature simboliche: non sono tutte sulla stessa scala. Spesso sono incise con un'incisione votiva (con il nome del donatore) o una decorazione. Un'armatura votiva (650-625 a.C.) trovata lungo l’Alfeo, opera di un laboratorio Ionio, dove è decorato in primo piano, Zeus e Apollo (con una cetra) e in secondo piano, dietro Zeus, due divinità maschili; dietro Apollo, due figure femminili identificate come Muse o Vergini iperboree, tutte sullo sfondo di piante e animali fantastici. Gli scudi votivi portano spesso le gorgoni come episodi apotropaici. Caschi votivi sono stati trovati anche a centinaia sul sito: i più numerosi sono quelli di tipo corinzio, poi arrivano gli Illiri e infine i Calcidici.

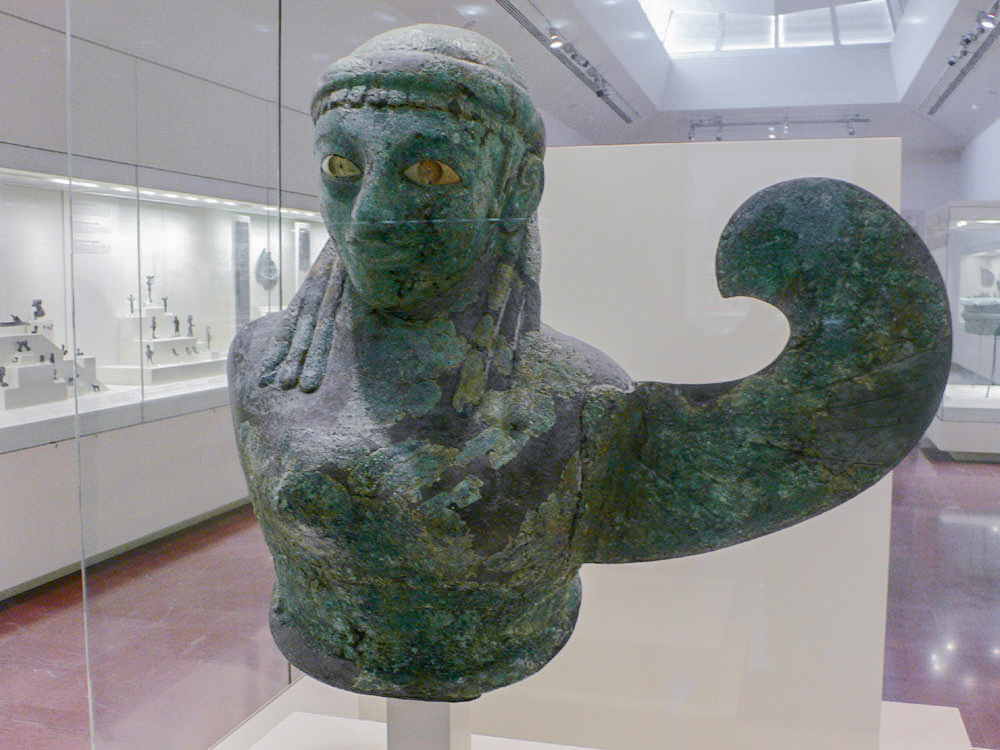
Genio femminile alato, bronzo martellato, occhi ossei, 590 - 580 a.C.
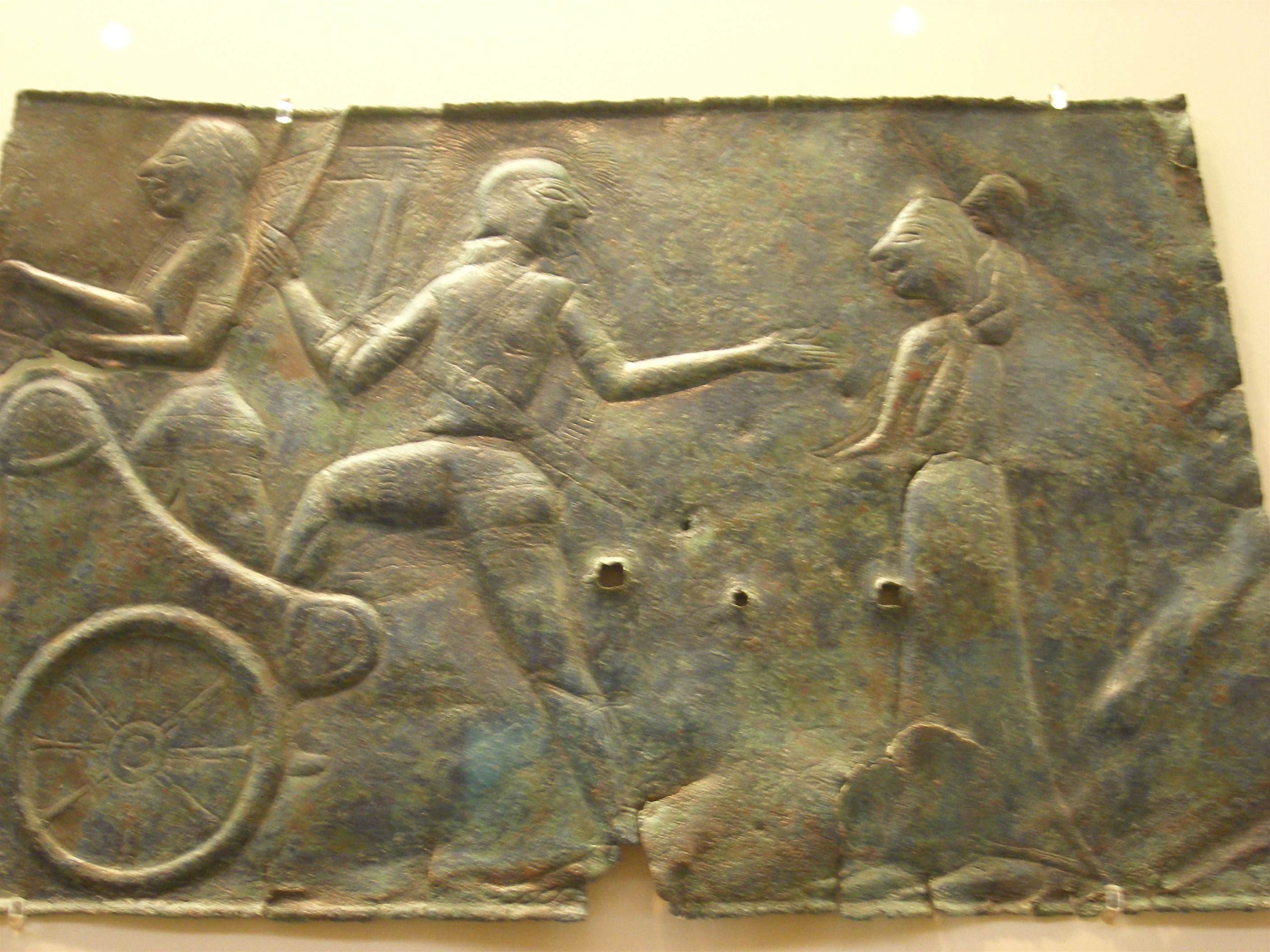
Piastra di bronzo martellato. Scena di partenza di un guerriero (forse Anfiarao). Bottega Ionia (Asia Minore) (580 a.C.)
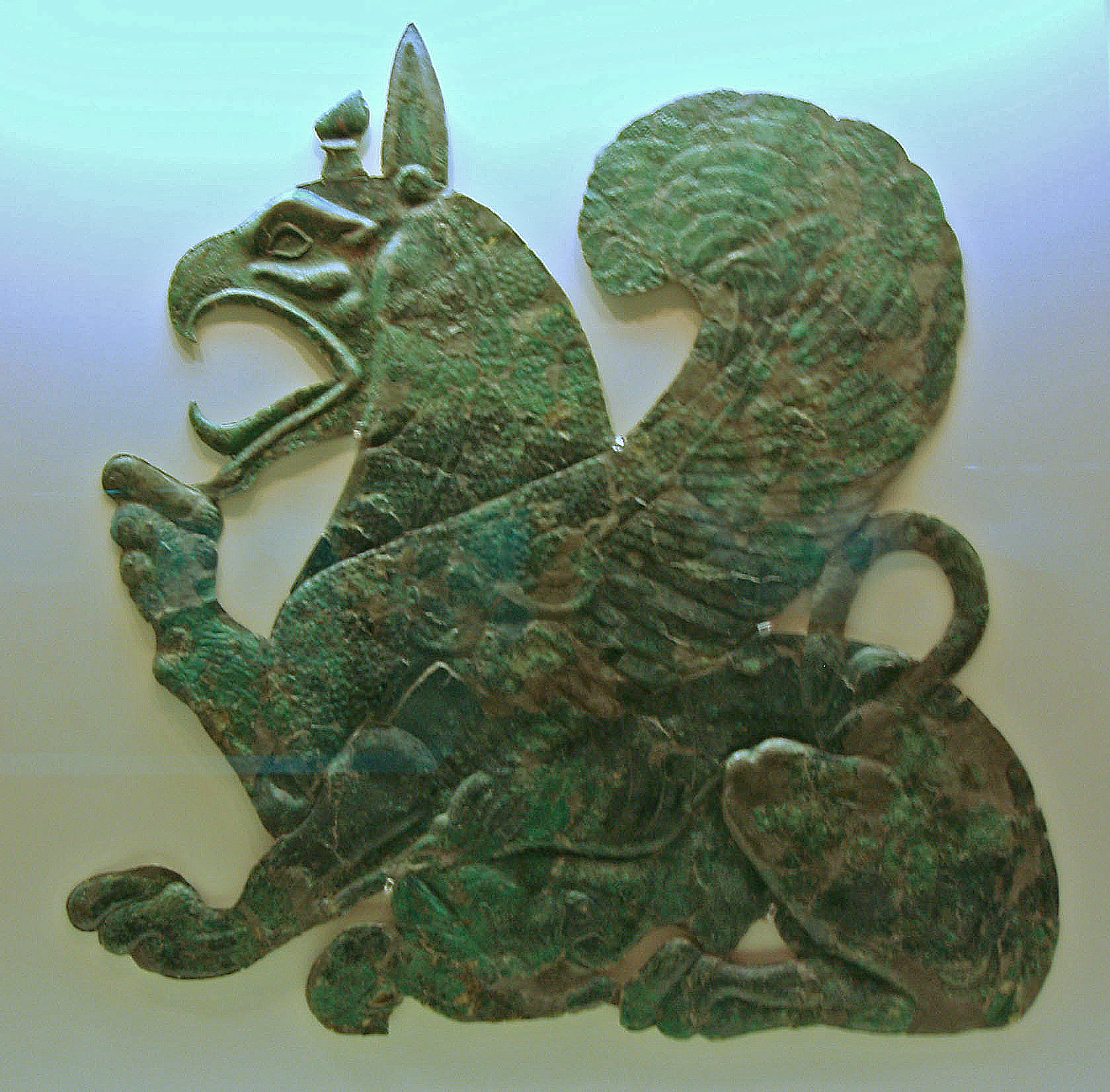
Piatto in bronzo martellato e scolpito. Grifone che allatta il suo piccolo. Laboratorio corinzio 630 - 620 a.C.
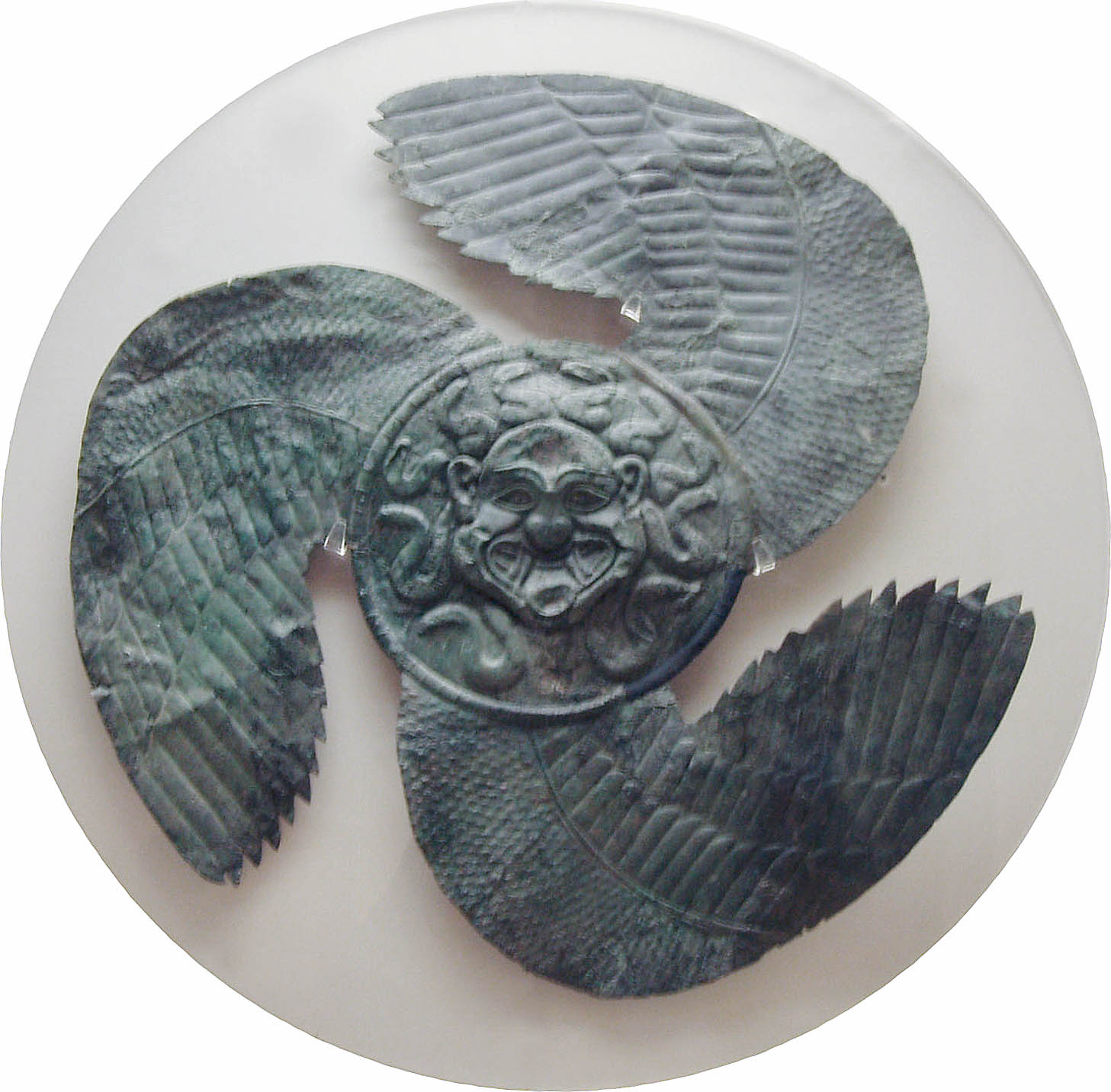
Episodio in bronzo martellato con uno scudo votivo. Decorazione di Gorgone circondata da tre ali. Prima metà del VI secolo a.C.
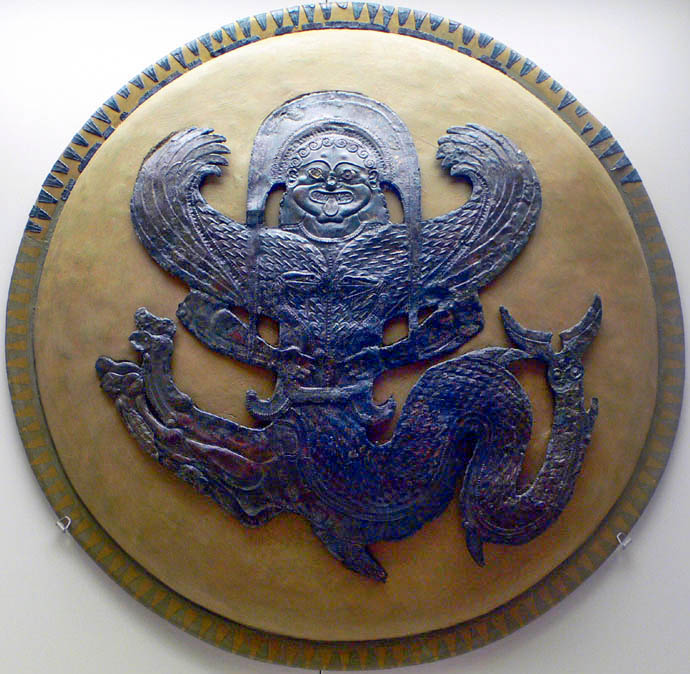
Episodio in bronzo di scudo votivo, decoro in rame. Gorgone alata con le zampe di leone e la coda di un pesce. Seconda metà del VI secolo a.C.
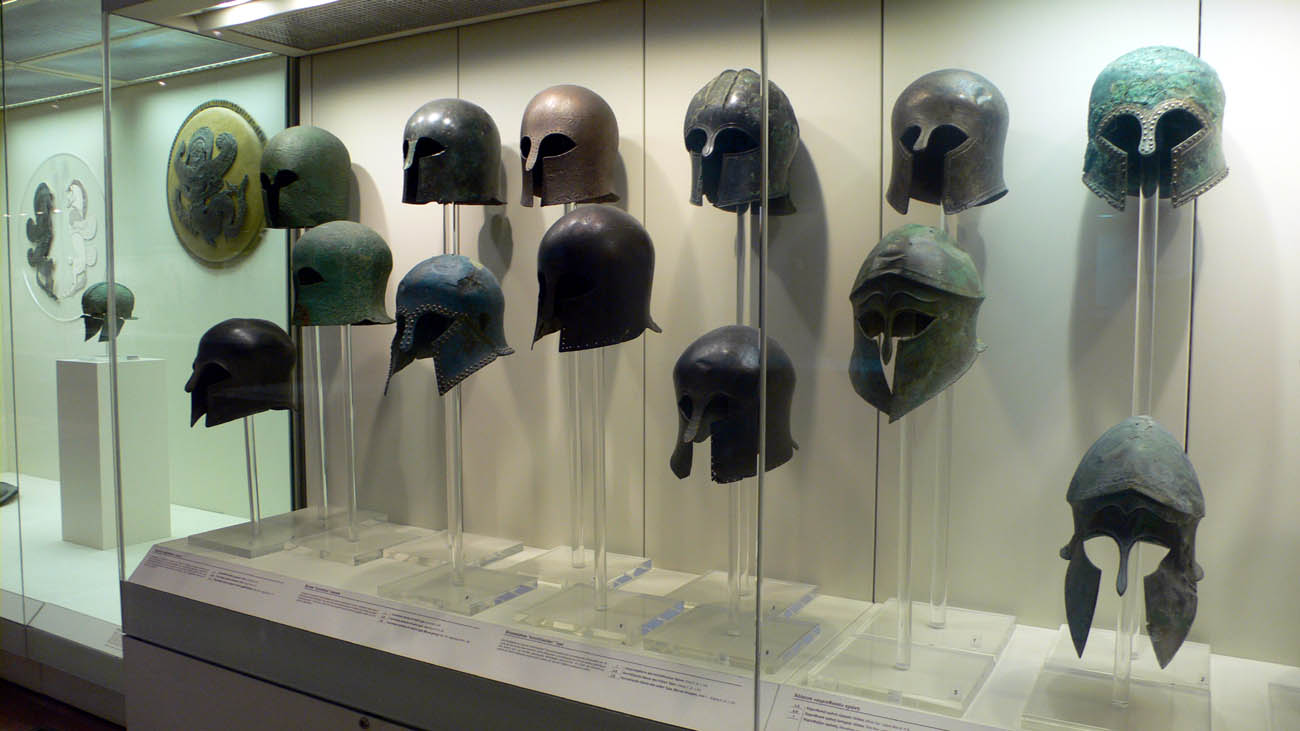
Vetrina di caschi in bronzo corinzio arcaico.
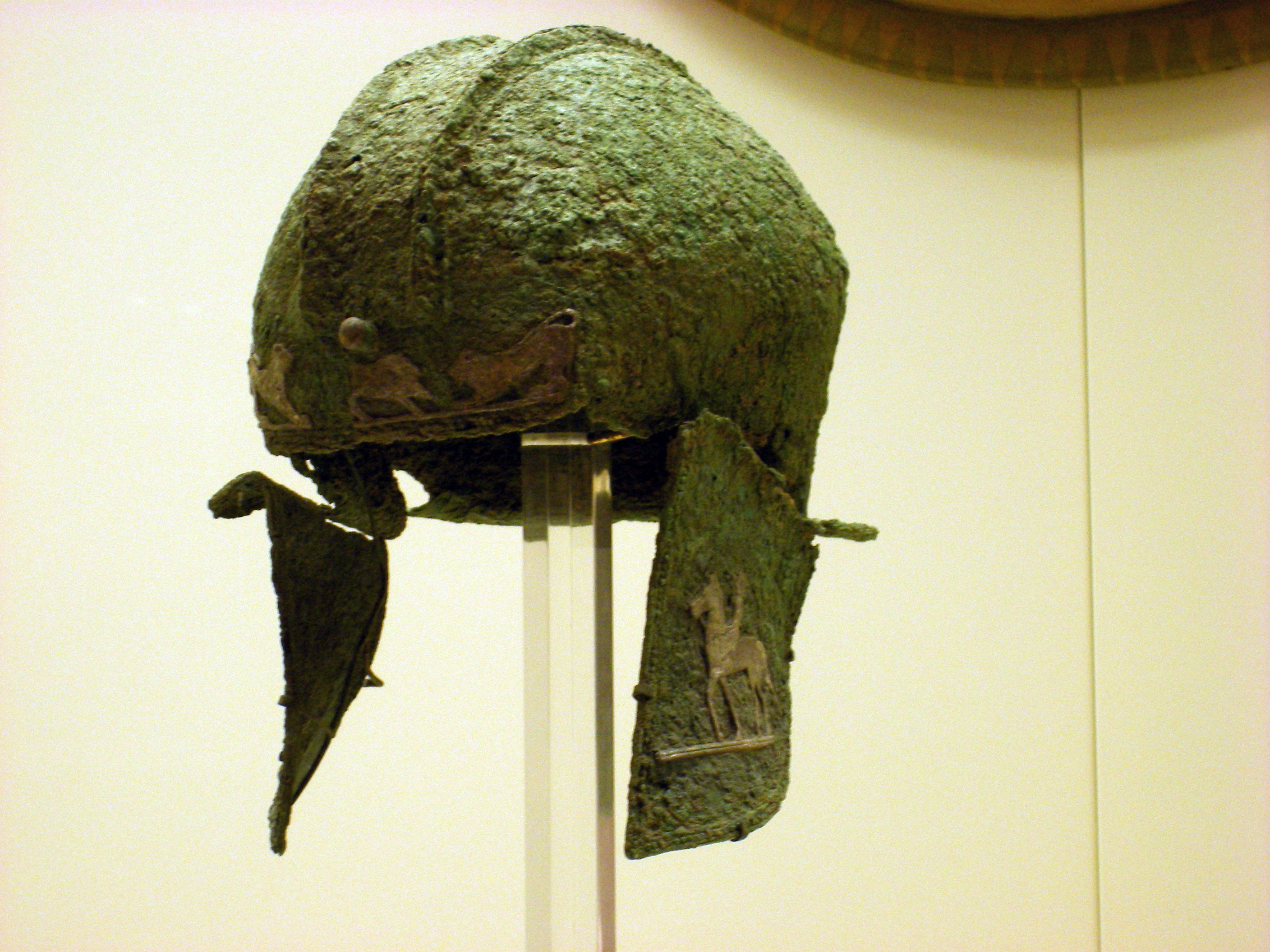
Elmetto in bronzo tipo "illirico" con un decoro applicato in foglia d'argento, 530 a.C.
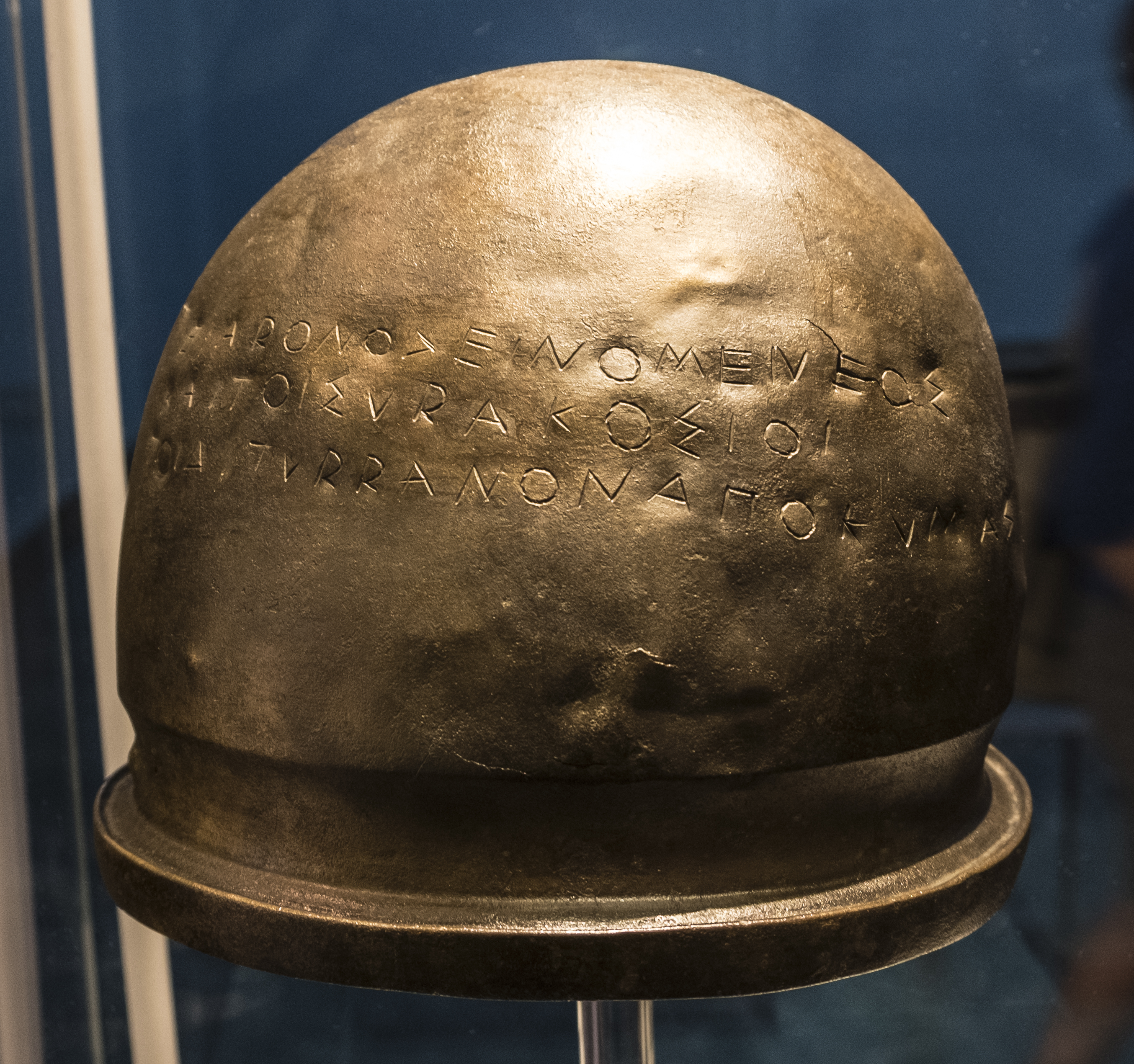
Uno degli elmi dei Dinomenidi

La sala espone anche il parterre centrale, restaurato, in terracotta del tempio di Hera. Le interpretazioni divergono. La più comune è che essa simboleggia la stella solare. Un capo monumentale della dea, in stucco, potrebbe anche venire dal tempio da quando è stato scoperto nelle vicinanze. Opera di un'officina del Peloponneso (circa 600 a.C.), è caratteristica della scultura arcaica, con un sorriso arcaico e occhi a mandorla. Alcune interpretazioni dicono che proviene da un gruppo votivo di Zeus e Hera all'interno del tempio stesso. Altri propongono di vedere una testa sfinge.
Una tra le offerte votive più importanti per il santuario di Zeus sono gli elmi dei Dinomenidi offerti dal tiranno di Siracusa Ierone I in occasione della vittoria sugli etruschi nella Battaglia di Cuma del 474 a.C. Negli elmi, due corinzi e uno etrusco vi è un'iscrizione dedicatoria uguale per tutti gli elmi. Un terzo elmo è al British Museum. L'iscrizione recita: ΗΙΑΡΟΝ Ο ΔΕΙΝΟΜΕΝΕΟΣ / ΚΑΙ ΤΟΙ ΣΙΡΑΚΟΣΙΟΙ / ΤΟΙ ΔΙ ΤΙΡΡΑΝΟΝ ΑΠΟ ΚΥΜΑΣ (Ierone figlio dei Dinomenidi e dei siracusani a Zeus dal Tirreno a Cuma)

### Le terrecotte
La piccola stanza n. 3 (l'ultima a sinistra) offre principalmente oggetti in terracotta: vasi (prodotti localmente o laconici) ma anche decorazioni architettoniche nei colori conservati dai tesori di Megara e Gela in particolare: frammenti di cornici e frontoni. Si possono anche vedere gioielli in bronzo. Tutti questi oggetti risalgono alla fine del periodo arcaico e all'inizio del periodo classico. Nel mezzo della stanza, un leone, opera di un'officina corinzia, è uno dei primi esempi di scultura monumentale (circa 680-670 a.C.). La parete sud propone il restauro della trabeazione di uno degli unici due tesori che sono stati identificati sul sito: quello di Megara, grazie ad un'iscrizione risalente al periodo romano sull'architrave. Il frontone (5,70 m di lunghezza e 0,75 m di altezza) rappresenta una gigantomachia di cui solo una delle undici figure (un gigante) si trova in un discreto stato di conservazione. Gli dei Zeus, Atena, Heracles, Poseidone e Ares, tuttavia, sono divinizzati. Serpenti e mostri marini completano l'arredamento agli angoli.

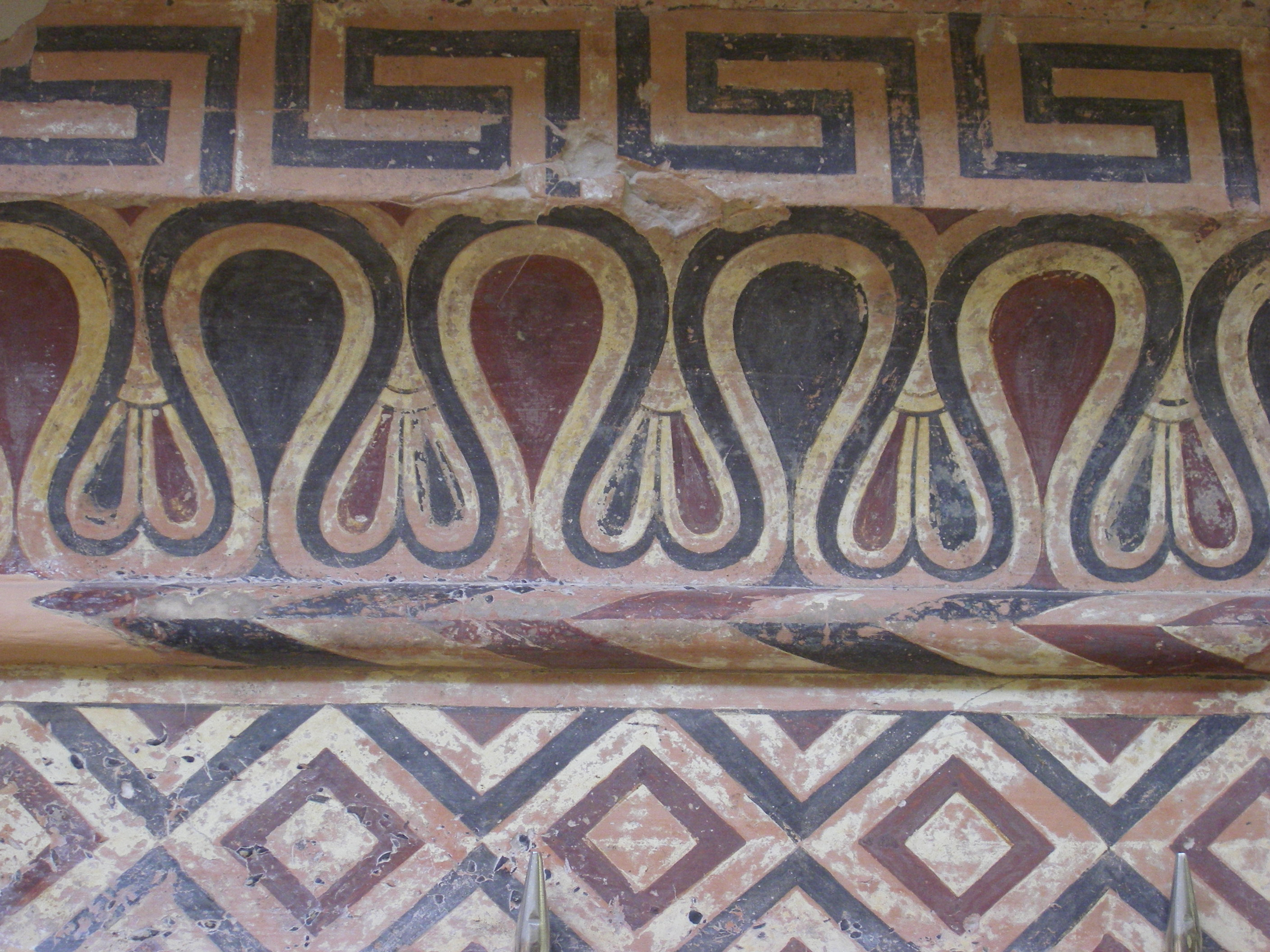
Particolare della decorazione in terracotta del frontone del tesoro di Gela. Seconda metà del VI secolo a.C.
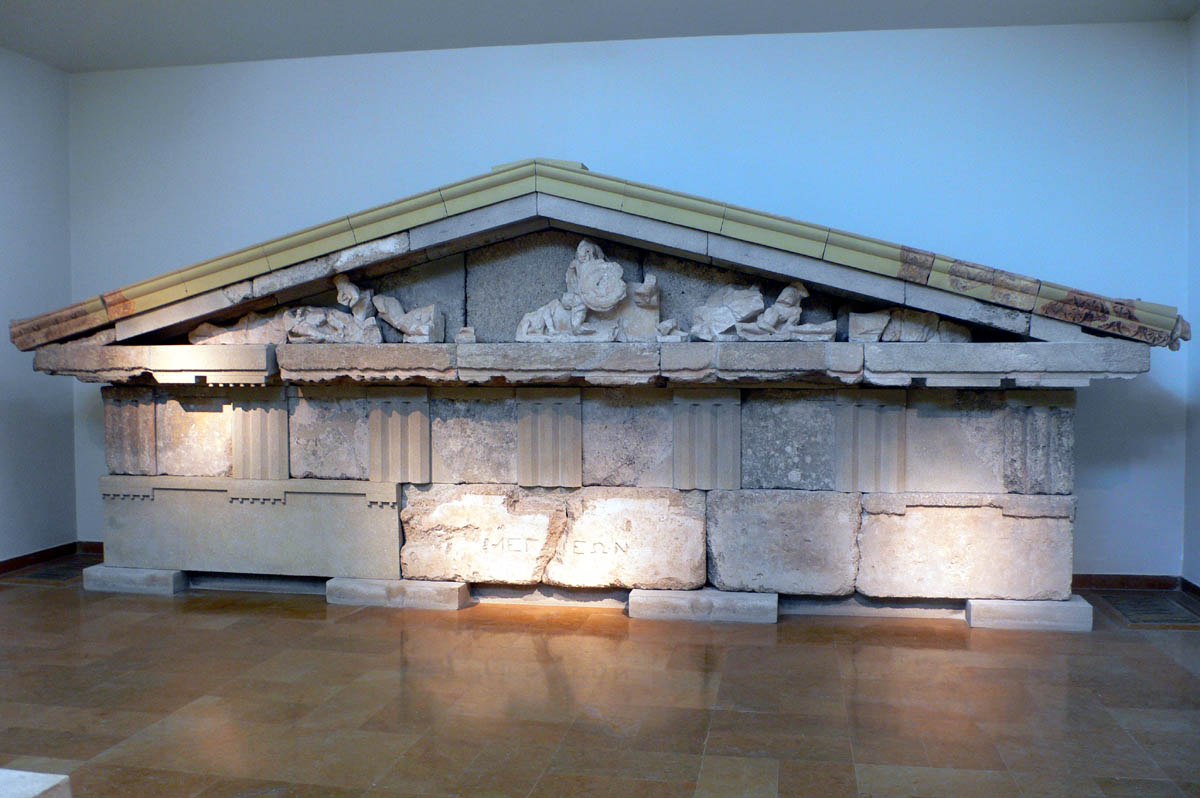
Restauro della trabeazione (frontone e fregio) del tesoro di Megara. Intorno al 520 a.C.

### Sculture monumentali in terracotta
La stanza n. 4 ospita esempi molto rari (a causa della loro fragilità) di terracotta monumentale statuaria. Il gruppo più famoso è quello di Zeus che rapisce Ganimede, rappresentato dello stile severo e opera di un laboratorio corinzio (480-470 a.C.): Zeus ha ancora il "sorriso arcaico", ma i suoi occhi sono già espressivi. Deve essere stato l'acroterium centrale di uno dei tesori. Sono esposti anche altri tesori di acroteri: un delfino che salta sulle onde (circa 400 a.C.), un leone seduto (metà del V secolo a.C.) o una testa di Atena, con gli occhi a mandorla che indossa un elmo attico e una corona decorata con un fiore di loto (circa 490 a.C.). La stanza esibisce anche oggetti in bronzo. Gli elmetti di Milziade e Gerone erano dedicati a Zeus. Milziade offrì l'elmo (che si trovava nell'argine meridionale dello stadio) che indossava durante la battaglia di Maratona (490 a.C.). Un elmetto assiro, bottino di questa stessa battaglia, consacrata dagli Ateniesi, viene successivamente esposta. L'elmo offerto da Gerone celebra la sua vittoria contro gli Etruschi nella battaglia di Cuma (474 a.C.): un elmo con un'iscrizione simile è nel British Museum. Una testa di ariete di bronzo trovata vicino alla parete ovest dello stadio, un unico antico esempio, risalente alla prima metà del V secolo a.C., è decorato con una testa di ariete.

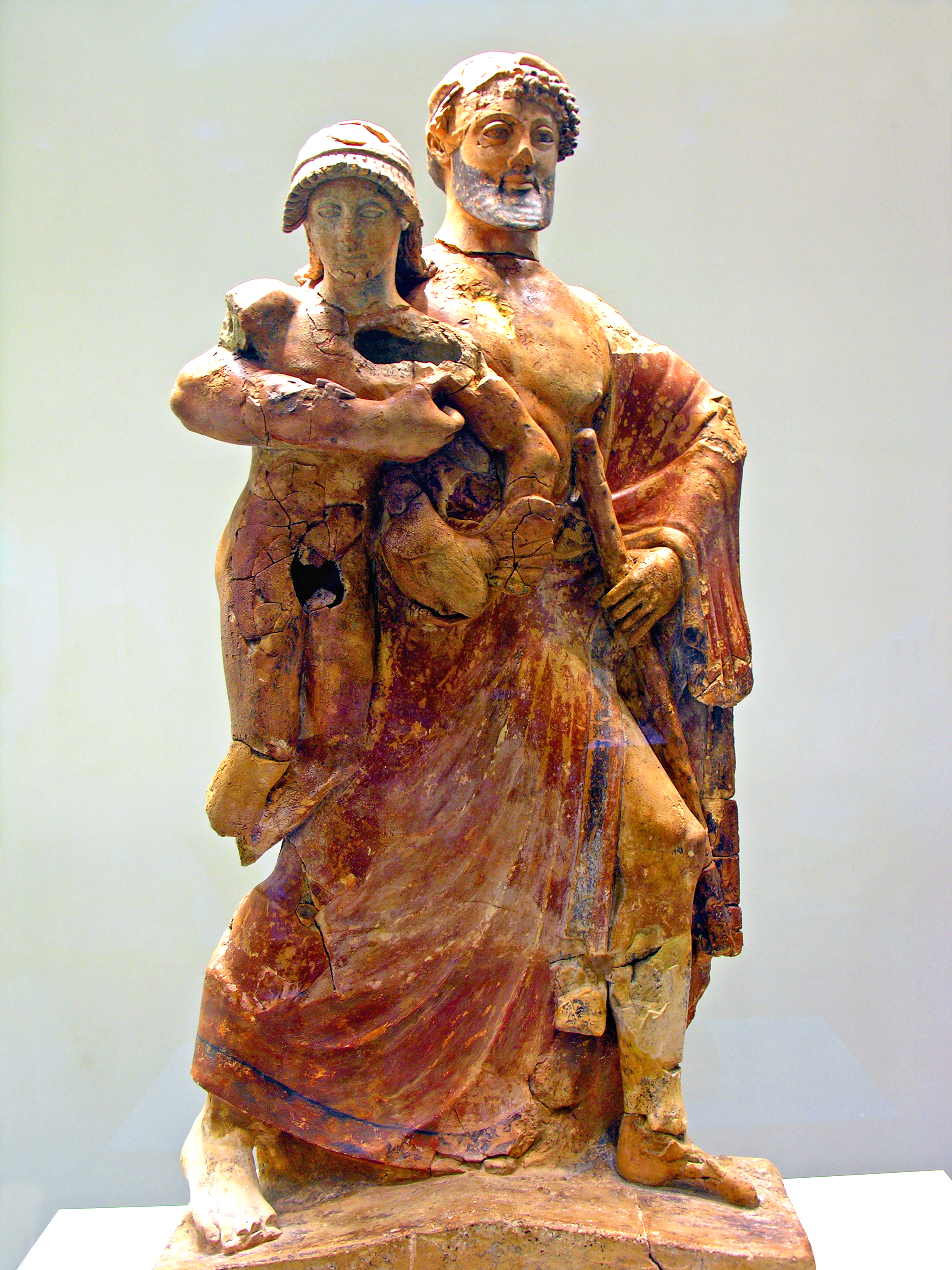
Zeus che rapisce Ganimede, terracotta policroma (altezza 1,1 m) 480-470 a.C
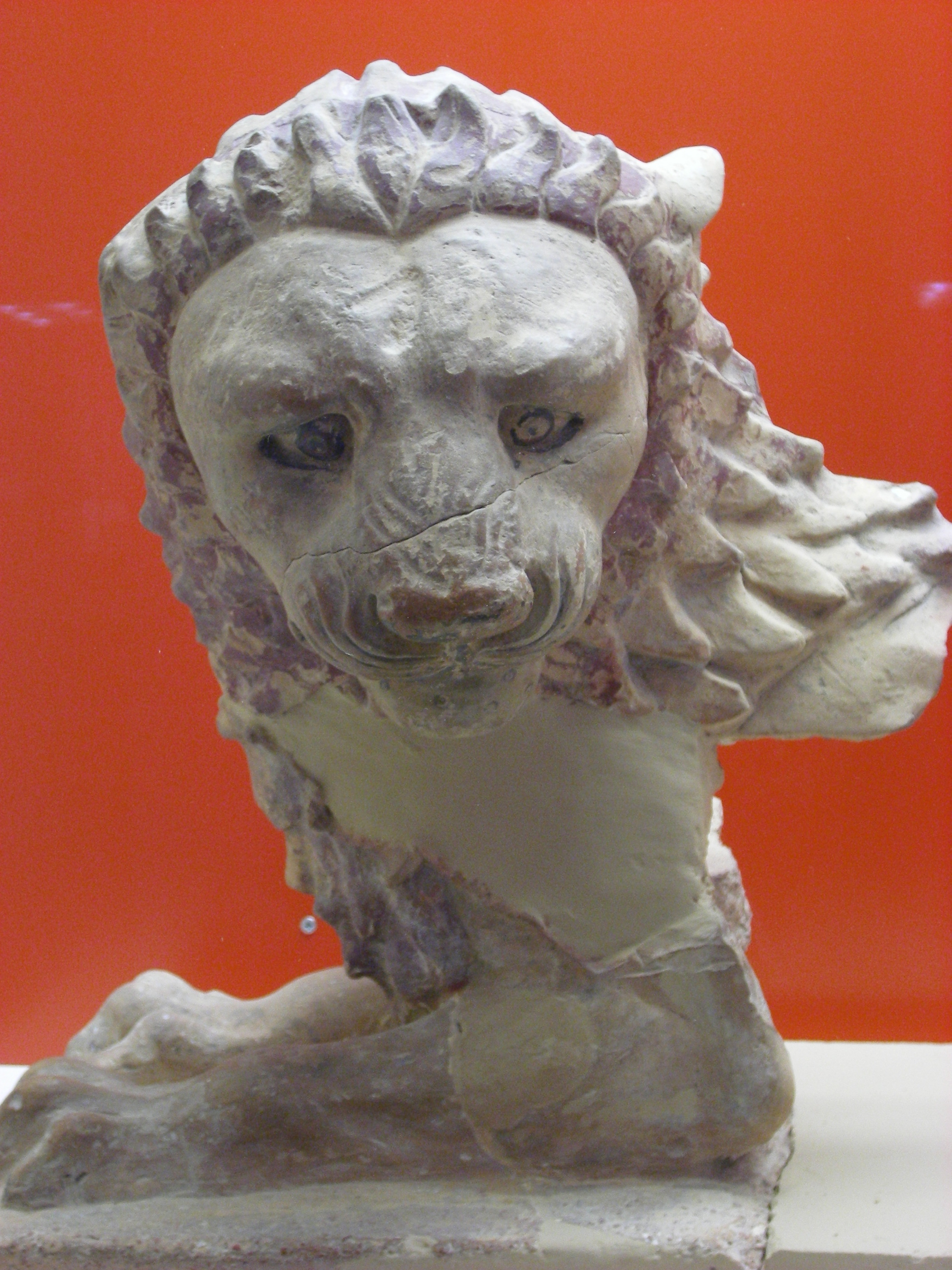
Leone di terracotta, Probabilmente acroterium di un tesoro. Metà del V secolo a.C.
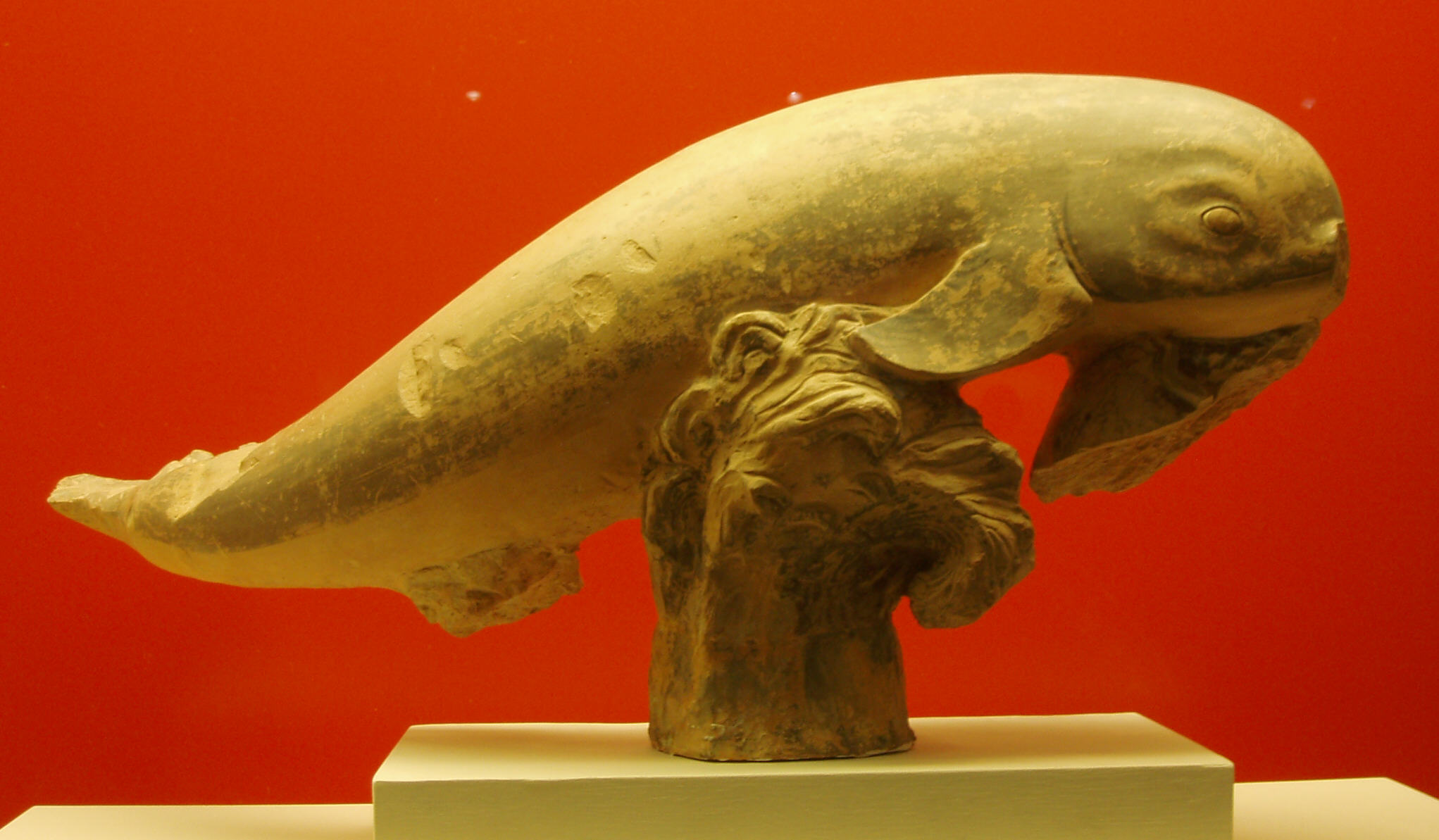
Frammento di terracotta a forma di argilla che salta sulle onde. Probabilmente acroterium di un tesoro. 400 a.C.
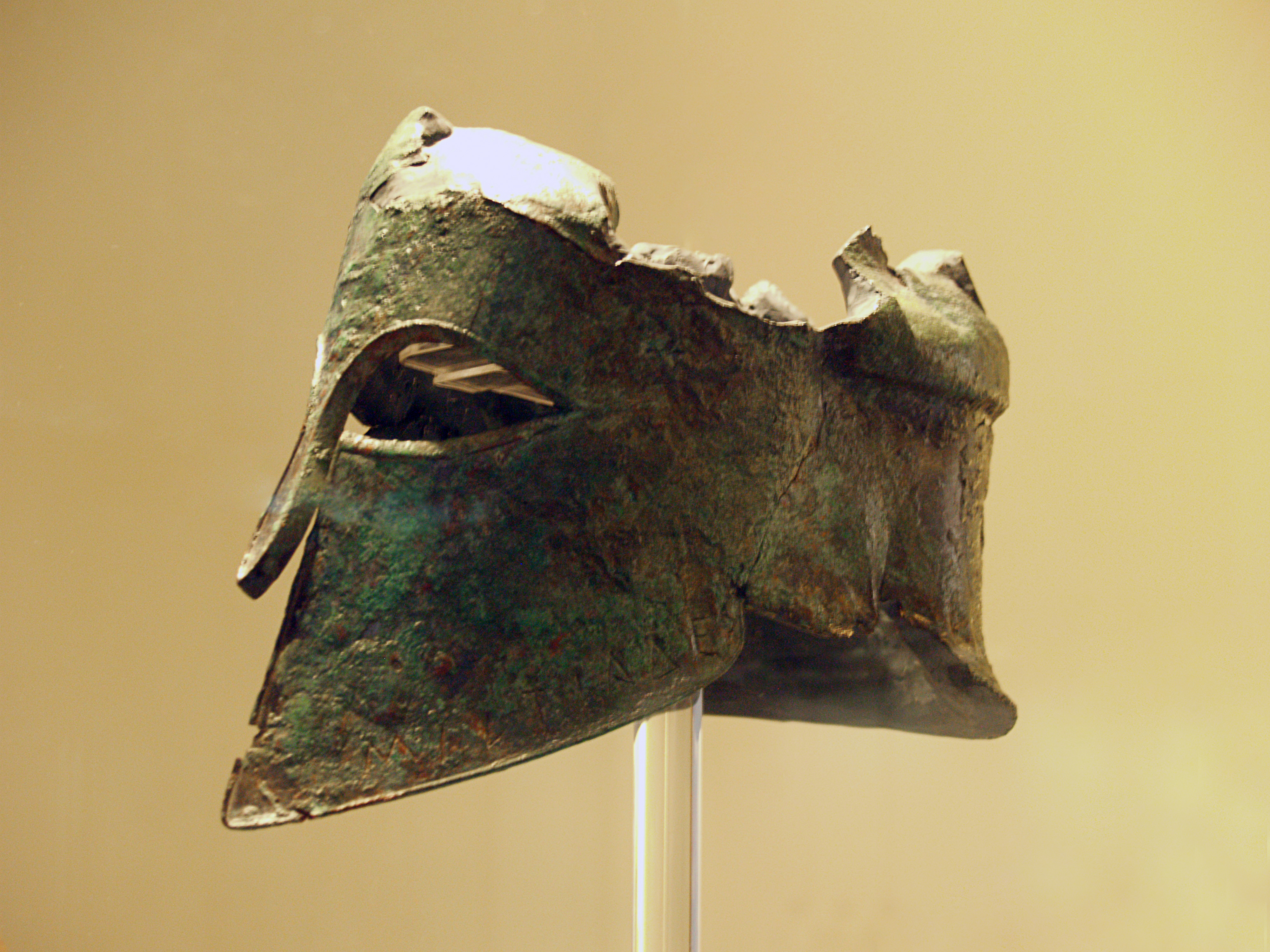
Elmetto di Milziade intorno al 490 a.C.

### Frontoni e metope del tempio di Zeus
La grande sala centrale (n. 5) del museo è dedicata al Tempio di Zeus. La sua lunghezza corrisponde alla larghezza del tempio, in modo da esporre i frontoni (42 statue in totale), in stile severo, nella loro interezza. Il frontone è (sulla sinistra mentre entrate dalla sala) rappresenta i preparativi per la corsa dei carri tra Pelope ed Enomao. Il frontone occidentale rappresenta la battaglia tra i Centauri e Lapiti, sotto gli occhi di Apollo, la figura centrale. Le statue sono tutte di marmo Paros, tranne sul frontone occidentale dove le figure sono in marmo pentelico, un segno di restauro durante l'antichità: una donna nell'angolo sinistro (sostituita nel IV secolo a.C.). e le due donne nell'angolo destro (sostituite nel I secolo a.C.). Tracce di colore mostrano che i frontoni furono dipinti.

#### Frontone est
Questo frontone (datato 470-456 a.C.), con una larghezza di 26,39 m e un'altezza massima di 3,15 m, rappresenta, con 21 statue, i preparativi per la corsa dei carri tra Pelope ed Enomao, uno dei miti fondatori degli antichi Giochi Olimpici. Pausania lo attribuisce allo scultore Peonio di Mende. Le versioni più recenti parlano del "maestro di Olimpia". Il frontone risale alla metà del V secolo a.C. Le statue, nella scala 1,5, sono tutte a tutto tondo, tranne tre cavalli. Nessuna delle statue è completa. Nessuna traccia delle carrozze (in bronzo come le armi dei personaggi) è stata trovata tranne dove erano collegati ai cavalli. Il posto delle figure è stato fissato in base al luogo in cui sono stati trovati durante gli scavi, da cui le interpretazioni talvolta divergono contraddittorie.
Le ricostruzioni più recenti propongono come figura centrale Zeus, con la saetta in mano. Considerato invisibile ai concorrenti, si rivolse a Pelope, che preferiva. Sulla sinistra, si trova Enomao, con elmetto, una lancia, scomparsa, in mano, poi sua moglie Sterope, con una mano sul mento, come segno di ansia. Poi vengono i cavalli di Enomao. Ai loro piedi c'è una statua le cui interpretazioni variano: alcuni vedono uno sposo sconosciuto, altri Mirtilo, l'auriga di Enomao. Poi vengono un indovino (Clizio o Amitaone), un giovane che potrebbe essere l'auriga Mirtilo di nuovo e, infine, la personificazione del fiume Cladeo in un angolo del frontone, o l'Alfeo secondo altre interpretazioni. Sulla destra, Pelope, con elmo, una lancia scomparsa, nella mano destra e uno scudo scomparso nella mano sinistra. Alla sua destra, la sua futura moglie, il premio per la corsa dei carri, Ippodamia, solleva una sezione del suo peplo, un gesto rituale della sposa. Una giovane donna si prende cura dei cavalli. Poi arriva un indovino (Clizio, Iamo o Amitaone), il viso esprime angoscia perché pianifica l'esito della gara. La seguente figura è di un bambino che gioca con il suo dito del piede. Infine, la personificazione del fiume Alfeo (o Cladeo) all'angolo del frontone.

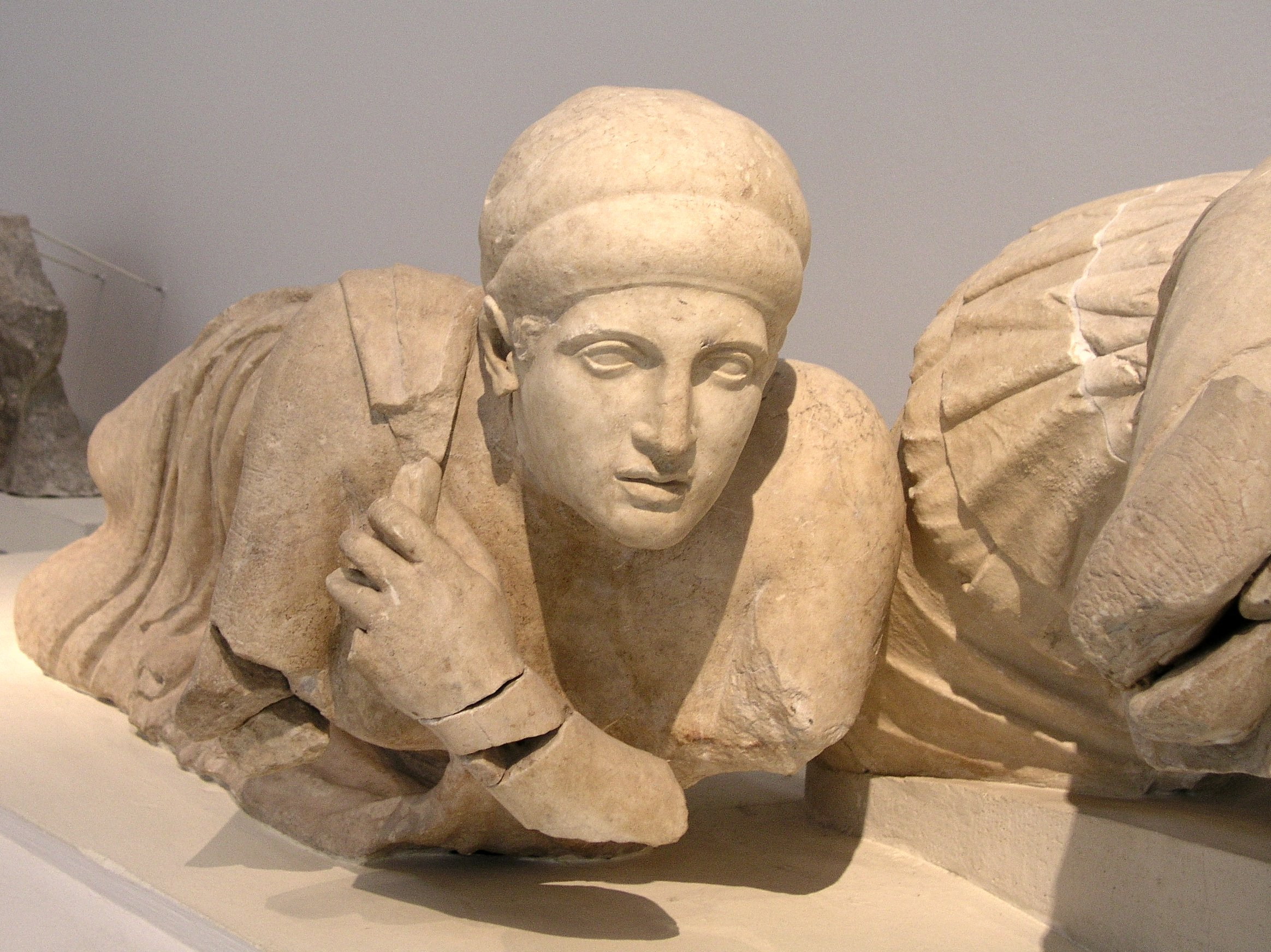
Angolo sinistro: donna lapita. Marmo pentelico
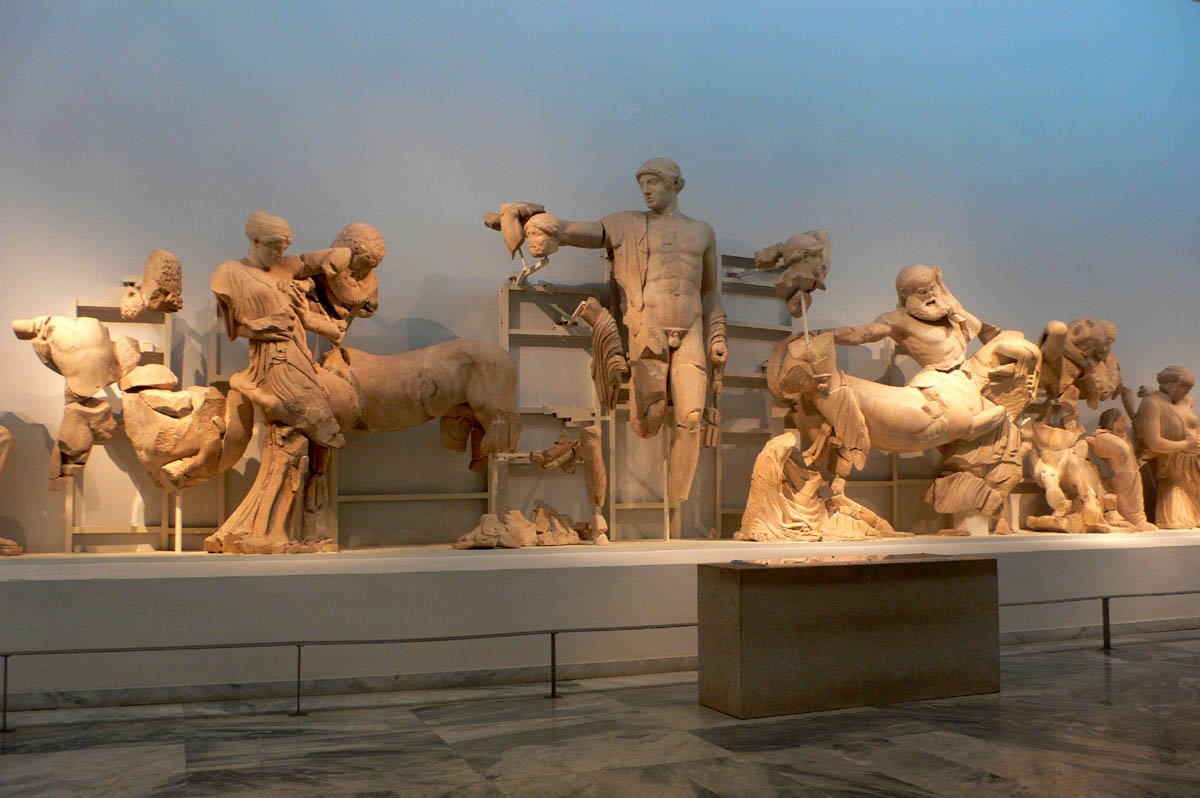
Parte centrale del frontone est
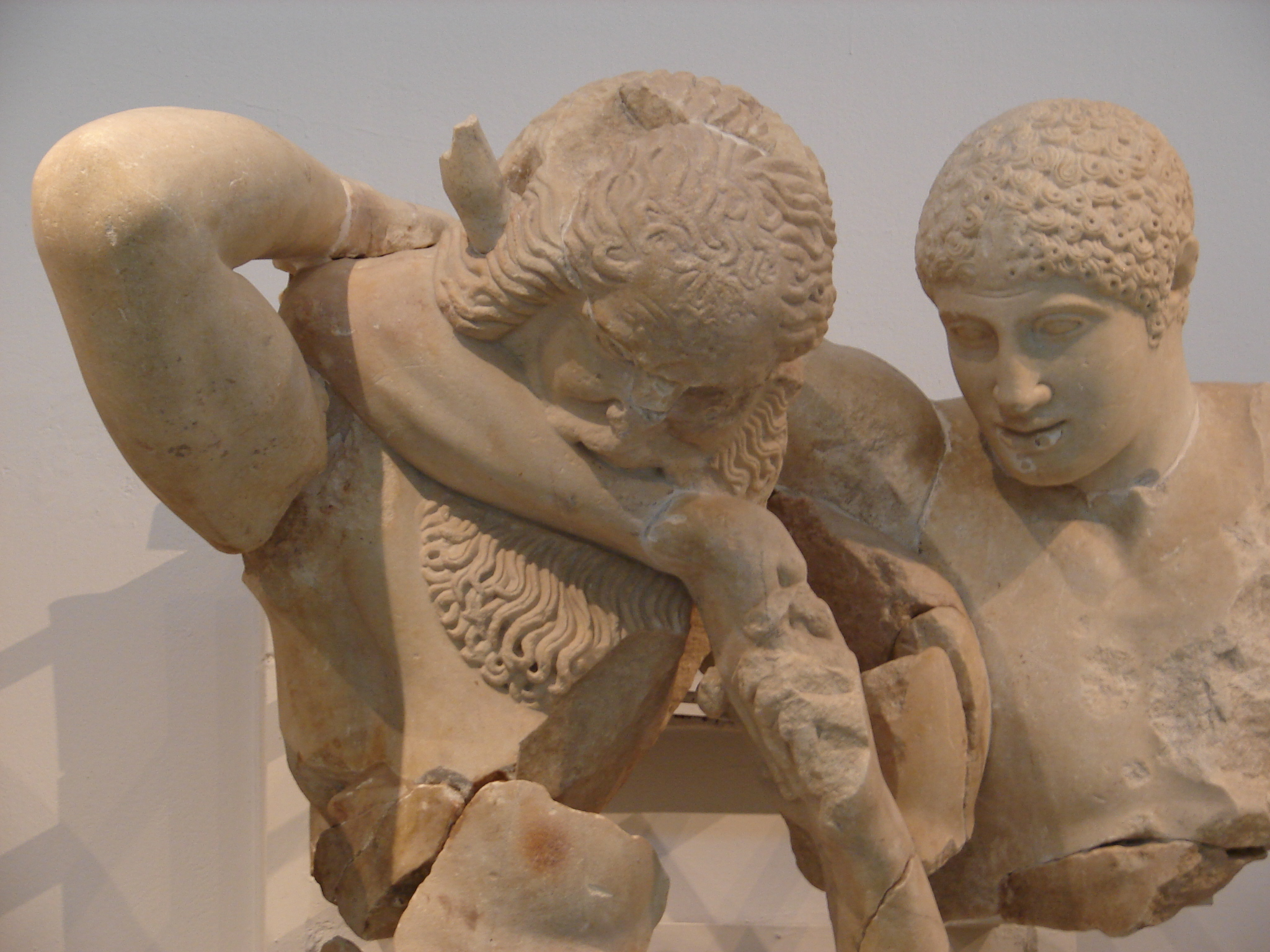
Centaure morde un Lapita.

#### Le metope
Anche in questa stanza ci sono metope (1,50 m per 1,60 m) dal tempio l’opistodomo che rappresenta le opere di Ercole, alcune delle quali sono copie di quelle originali che sono state nel Museo del Louvre a fronte della campagna di Morea. Le quattro metope meglio conservate sono gli uccelli del lago Stinfalo, la terza metopa sul lato ovest (originale al Louvre e copia ad Olimpia); il toro di Creta, la quarta metopa sul lato ovest (originale al Louvre e copia ad Olimpia); le mele d'oro del Giardino delle Esperidi, la quarta metopa sul lato est (l’originale è ad Olimpia) le scuderie di Augia, la sesta metopa sul lato est (originale ad Olimpia). Tutte le metope sono in marmo pario e sono attribuite al "maestro di Olimpia".

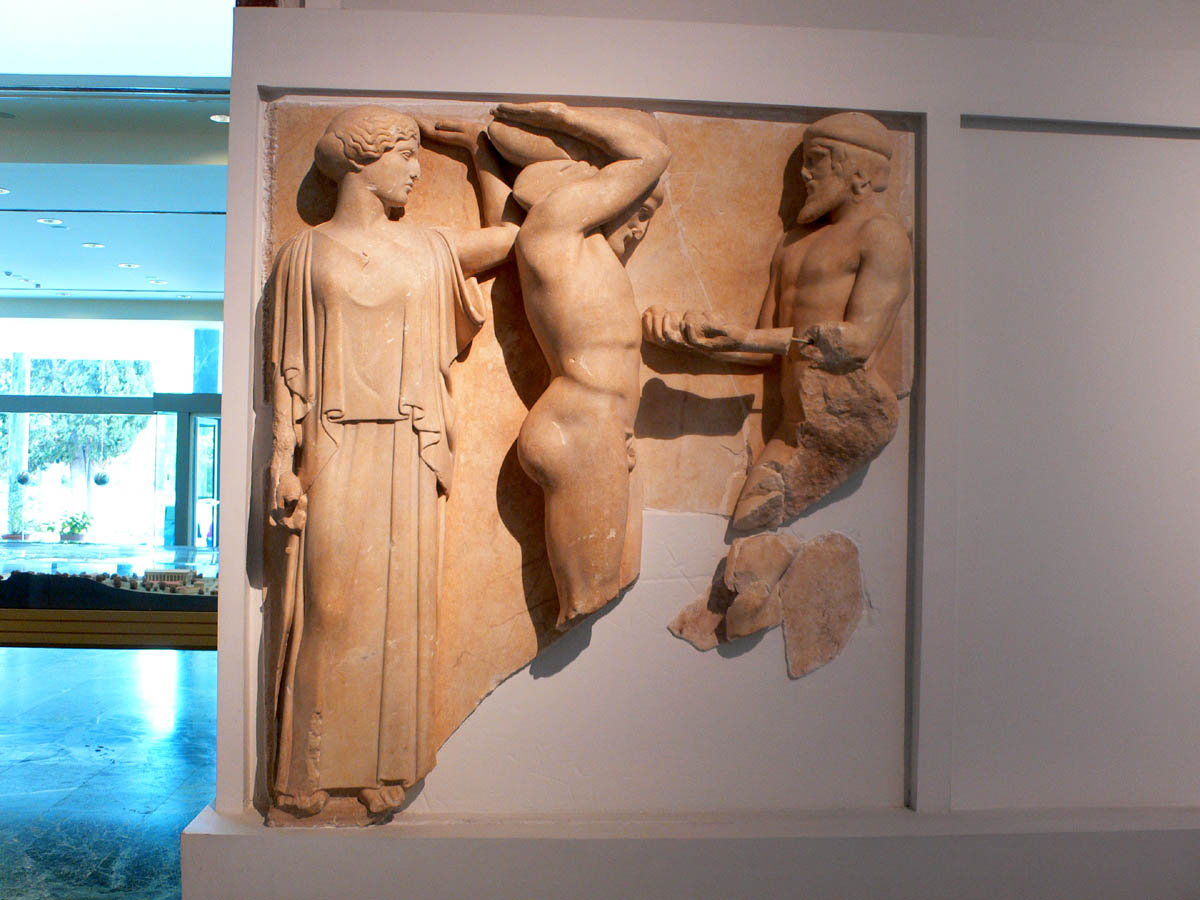
Mele d'oro dal giardino delle Esperidi, quarta metopa est.
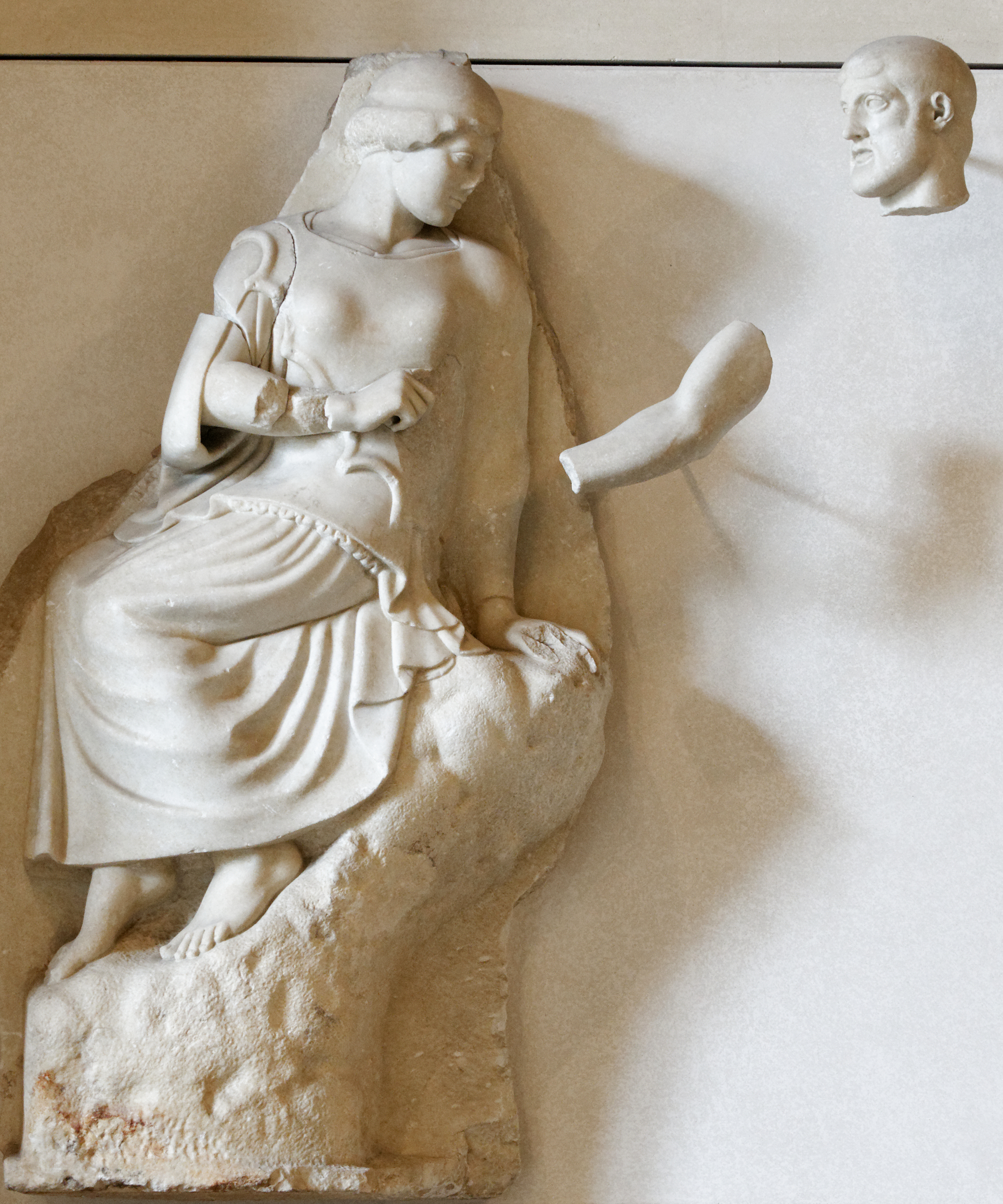
Gli uccelli del lago di Stinfalo, terza metopa ad ovest. Originale del Louvre
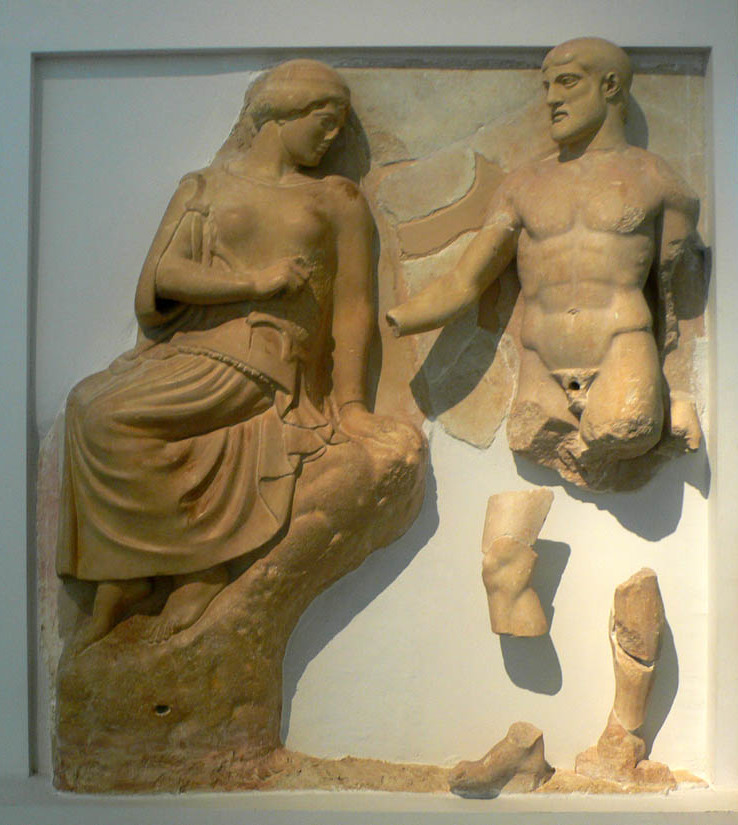
Gli uccelli del lago di Stinfalo, terza metopa ad ovest. Copia di Olimpia

### Nike di Peonio

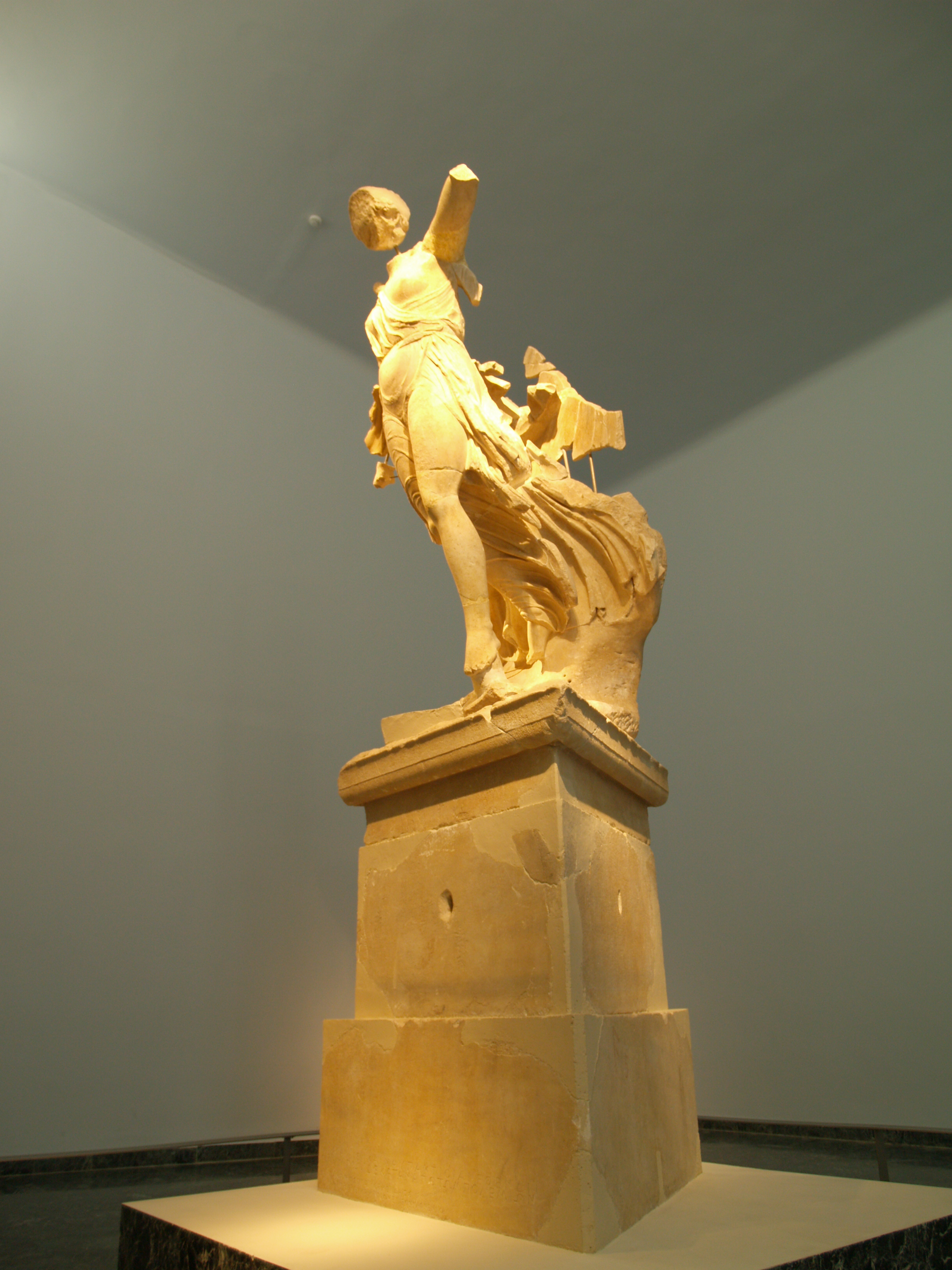
Nike di Peonio

Una stanza speciale, la n. 6, è stata riservata alla "Nike di Peonio", un esempio rappresentativo dello "stile ricco". A causa di Peonio, uno scultore di Calcide che firmò il piedistallo, fu dedicata a Zeus nel 421 a.C. dai Messeni e dai lepantini dopo la sconfitta di Sparta a Sfacteria nel 425 a.C. O una delle ultime battaglie della cosiddetta fase di "guerra archidamica" nella guerra del Peloponneso. La statua, alta 2,11 o 2,90 m secondo le fonti, era su un piedistallo alto 8,81 m a sud-est del tempio di Zeus sull'Altis. È considerata la prima statua monumentale di Nike ("Vittoria") della storia. È anche la prima rappresentazione conosciuta di una Nike in volo. Realizzata in marmo Paros, è danneggiata. Mancano le ali, l'himation (cappotto) che galleggia dietro di lei e il suo viso, ma il suo movimento è ancora visibile. Lei scende dall'Olimpo e sta mettendo piede sul terreno. Ha ancora le ali spiegate. Il suo chitone (tunica), molto vicino al corpo, rivela tutte le forme e le proporzioni. Tracce di pittura hanno mostrato che era dipinto di rosso. Sotto i suoi piedi c'era anche un'aquila di cui rimane solo la testa (le sue ali erano fatte di metallo).

### Bottega di Fidia

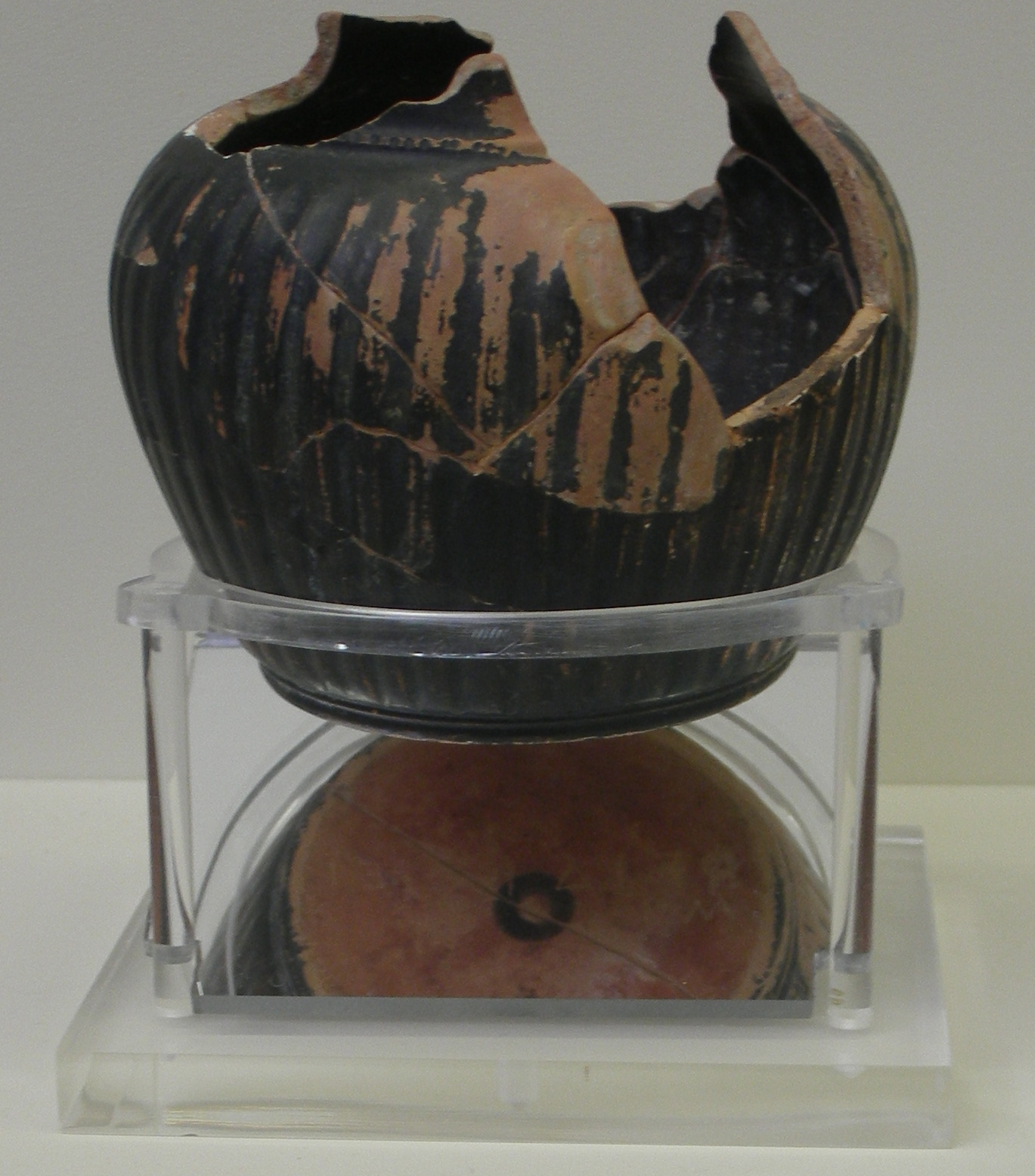
L'oinochoe di Fidia con la scritta ΦEIΔIO EIMI. Seconda metà del V secolo a.C.

Il laboratorio dello scultore Fidia, nella parte occidentale del sito, fu definitivamente identificato nel 1958 grazie alla scoperta di un oinochoe recante il nome del suo proprietario. Questo oinochoe è esposto in questa stanza (n. 7) con strumenti e stampe che sono state usate per realizzare la statua crisoelefantina di Zeus, una delle sette meraviglie del mondo.

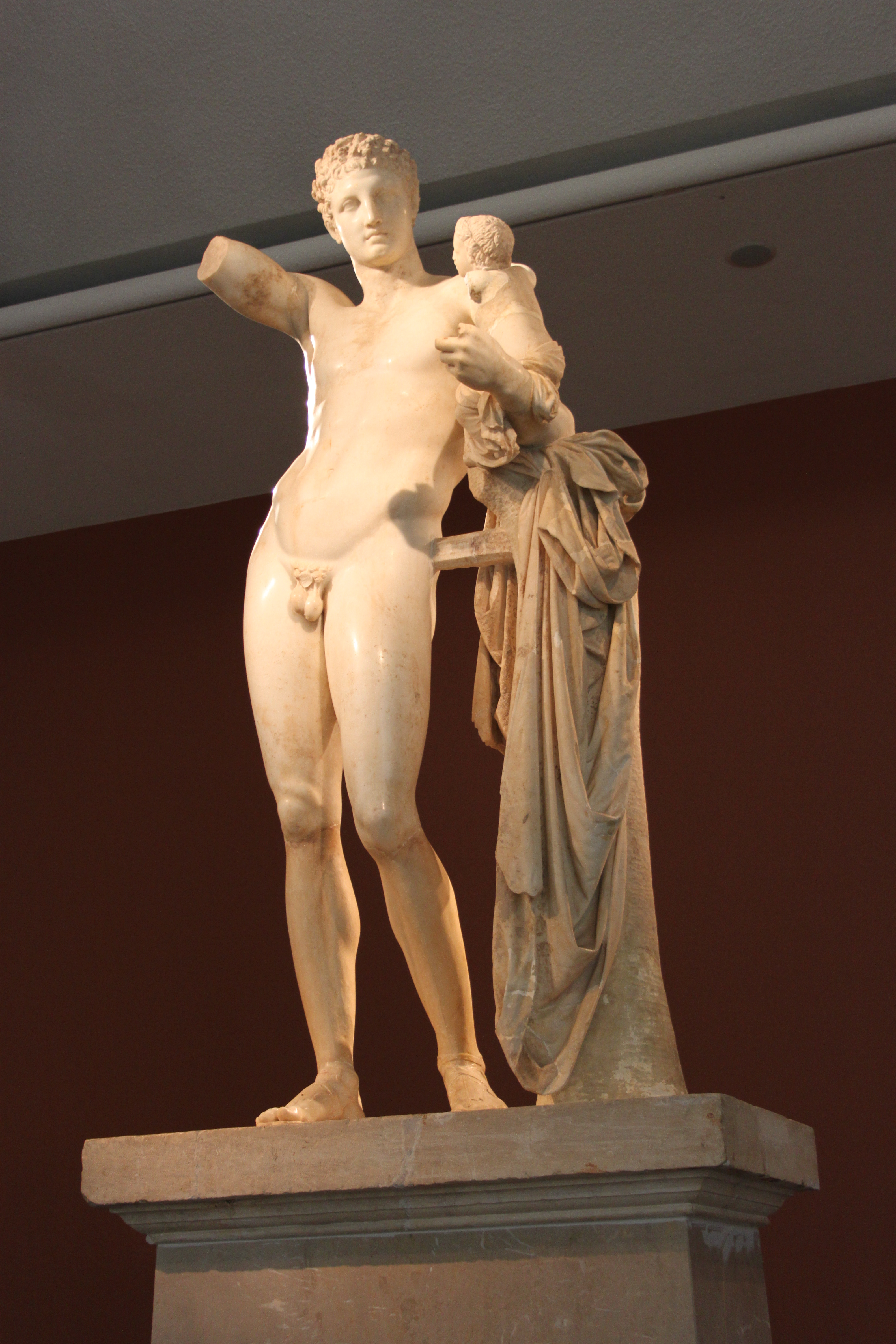
Hermes con Dioniso

### L’Hermes di Prassitele
La stanza 8 è stata progettata appositamente per ospitare la statua di Hermes con Dioniso di Prassitele. La statua in marmo di Paros alta 2,13 m ha infatti una base antisismica e un'illuminazione specifica basata sulla luce naturale. L'Hermes fu scoperto nel 1877 nella cella del tempio di Era e fu identificato grazie alla descrizione lasciata da Pausania. Tuttavia, questa attribuzione continua a suscitare polemiche tra gli specialisti. Quando fu scoperta, la statua era in discreto stato di conservazione. Tuttavia, la gamba sinistra sotto il ginocchio, l'intera gamba destra e la parte inferiore del tronco dell'albero dovevano essere restituite. Hermes, appoggiato a un tronco d'albero, è nudo e porta sul braccio sinistro Dioniso ancora piccolo. Nella sua mano sinistra, doveva tenere un caduceo che è scomparso oggi. La mano destra (scomparsa con l'intero braccio tagliato sopra il gomito) doveva contenere un grappolo d'uva che Dioniso stava cercando di afferrare. Tracce di vernice rosso-marrone sono state trovate nei capelli e su un sandalo di Hermes, così come tracce delle intonaco.

### La collezione ellenistica
La collezione ellenistica che copre il periodo dal IV al I secolo a.C. è raggruppata nella piccola stanza n. 9. La collezione è davvero molto ridotta rispetto alle statue offerte al santuario nel corso del tempo. I pezzi sono quasi tutti scomparsi: forse rimossi per adornare Costantinopoli, come la statua crisoelefantina di Zeus, forse distrutta in seguito all'editto di Teodosio II e poi terremoti o forse scomparsi nelle fornaci di calce nei secoli seguenti. In questa stanza, oltre alla ceramica, possiamo vedere una piccola statua maschile allungata, talvolta identificata in Dioniso (IV o III secolo a.C.), una statua di una donna seduta (I secolo a.C.), una testa di Afrodite del tipo "Afrodite cnidia", così come altri frammenti di statue ed edifici (Leonidaion e Philippeion).

### Il ninfeo
La sala 10 contiene la prima parte della collezione romana del museo: le statue del ninfeo eretto da Erode Attico e sua moglie Regilla nel 160 per risolvere i problemi di approvvigionamento idrico del santuario.
Su un lato della stanza, le statue, più o meno complete, del piano superiore della fontana dell'esedra sono presentate secondo un arco che richiama la forma originale del monumento. Rappresentano la famiglia allargata di Erode Attico: la testa di M. Appio Bradua (nonno di Regilla); il corpo senza testa di Régillus (figlio di Erode e Regilla); Athenais (figlia minore di Erode), del tipo "piccola Ercolanese"; il corpo senza testa di Tito Claudio Attico Erode (padre di Erode); una statua centrale di Zeus, del tipo "Dresda", una copia marmorea di un originale in bronzo del 430 a.C.; una statua femminile senza testa del tipo "grande ercolanese" e identificata come quella di Regilla; la statua anche acefala di Appio Annius Gallo (padre di Regilla); Attilia Caucidia Tertulla (anch'essa appartenente alla famiglia) e infine Elpinice (figlia maggiore di Erode). Al centro della stanza, come il centro del bacino superiore del toro-fontana, in marmo con una scritta che indica che è stato dedicato a Zeus da Regilla, moglie di Erode e sacerdotessa di Demetra Chamyne. Dall'altra parte della stanza, accanto alle finestre, sono esposte le statue del livello più basso del ninfeo che rappresenta i membri della famiglia imperiale: la statua acefala di Marco Aurelio è stata posta in un naiskos (da cui proviene anche un capitello corinzio esposto nella stessa stanza); Faustina la vecchia (moglie di Antonino Pio); Faustina la Giovane (figlia di Antonino Pio e moglie di Marco Aurelio); una statua di una ragazza che potrebbe rappresentare Lucilla o Annia Faustina, le figlie di Marco Aurelio; la testa di Lucio Vero giovane. È anche possibile vedere una statua completa di Marco Aurelio, una statua di Adriano e, infine, una statua acefala identificato come Erode Attico e anche dal naiskos.

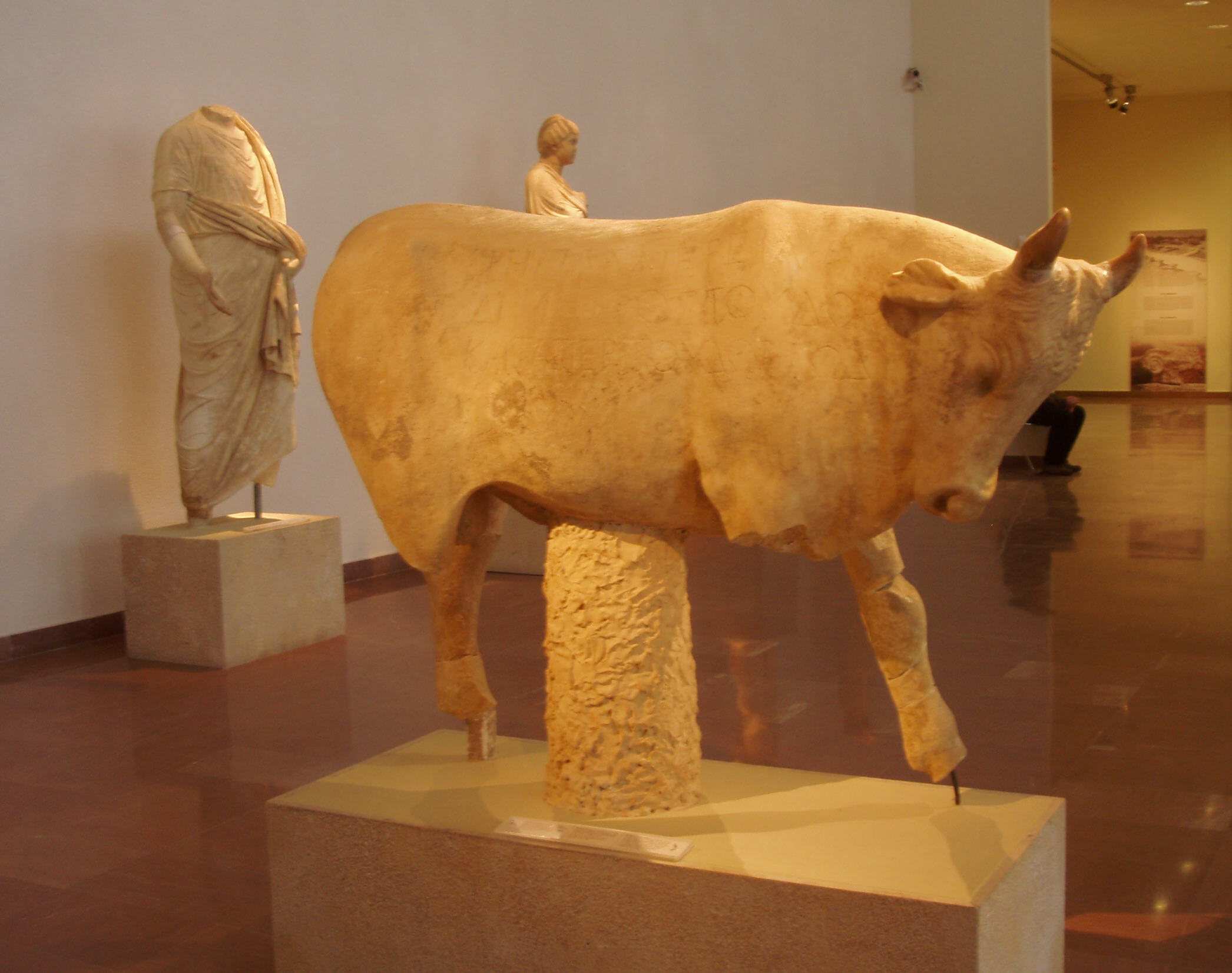
Toro di marmo, dedicato a Zeus di Regilla, moglie di Erode e sacerdotessa di Demetra.
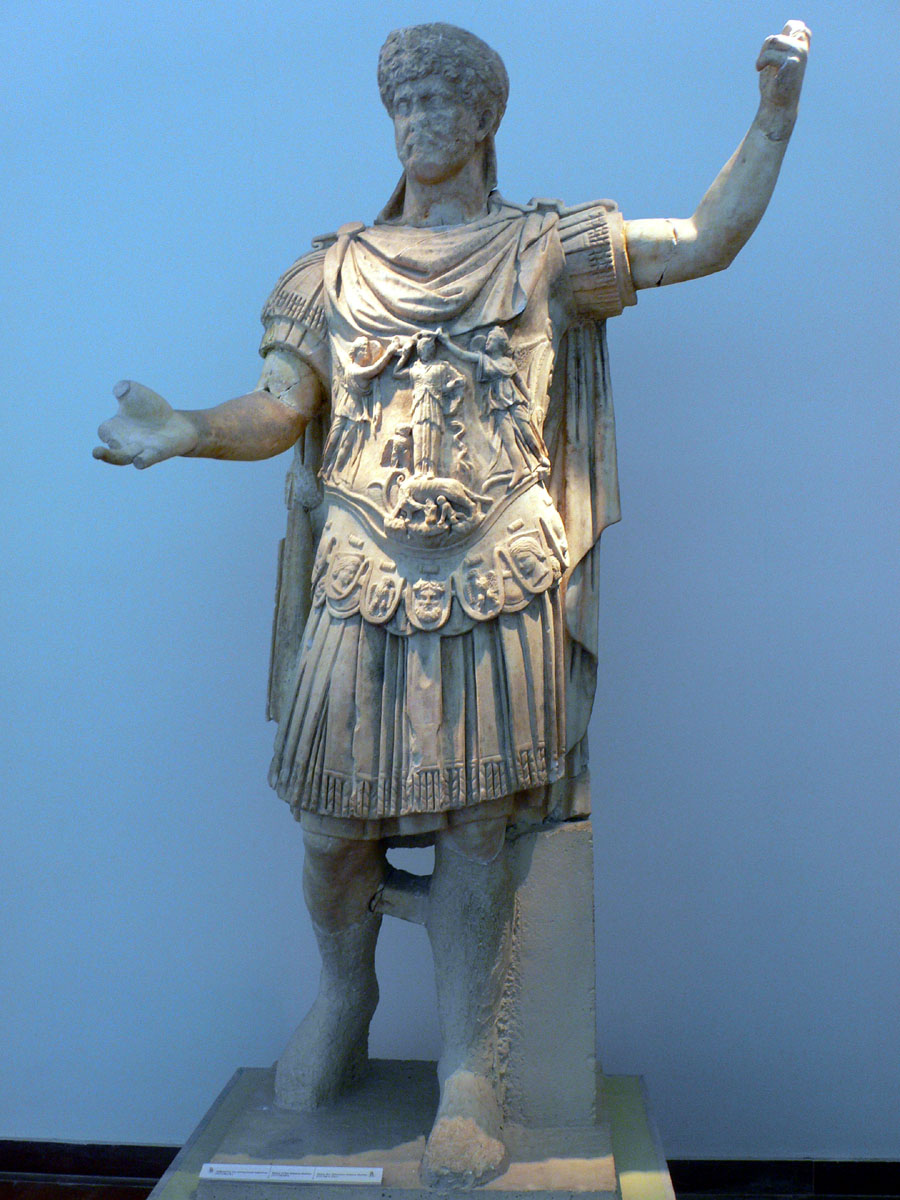
Adriano. Statua in marmo verso il 160 a.C.
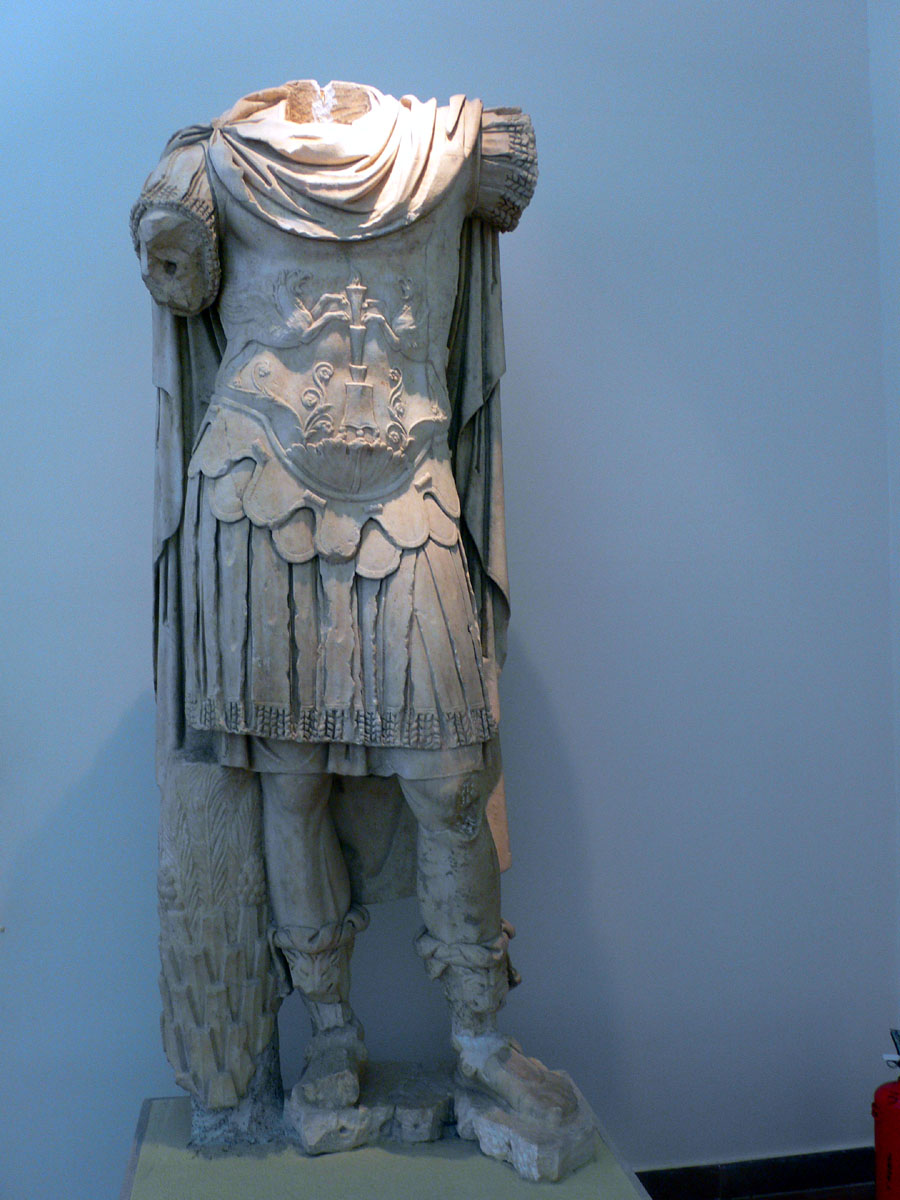
Marco Aurelio. Statua in marmo verso il 160 a.C.

### Metrooon ed heraion

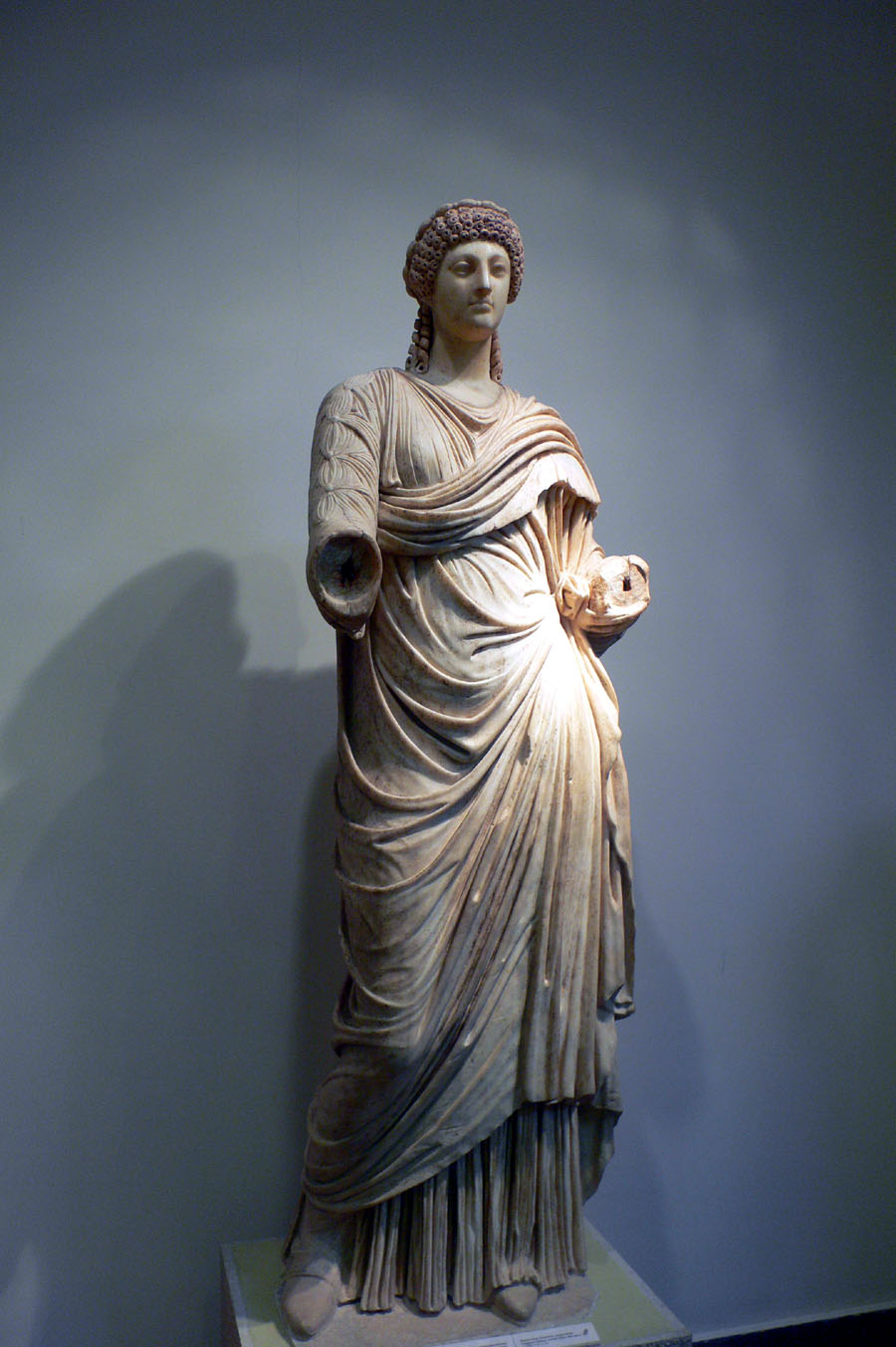
Statua in marmo di Poppea. Prima metà del I secolo d.C.

Il Metroon è un piccolo tempio dorico situato sull'Altis tra i tesori e il tempio di Era. Fu dedicato alla Madre degli dei nel IV secolo a.C. e poi convertito in epoca romana nel tempio di Augusto e Roma. La piccola stanza n. 11 su un lato espone statue di questo edificio (Agrippina minore, madre di Nerone, sacerdotessa, la testa coperta con la sua imazione e Tito) e l'altra quelli del tempio di Era (Herai): una statua di una nobile non identificata, una statua di Poppea (la seconda moglie di Nerone) e una statua di Domizia (moglie di Domiziano).

### Gli ultimi anni del santuario
La stanza 12 è dedicata agli ultimi "anni" o ai secoli del santuario. Si può vedere vasi e utensili per la casa in terracotta, così come gli oggetti in bronzo e altri metalli (asce, zappe, vanghe, martelli, ecc) che coprono un periodo che va dal II secolo fino alla fine del VI secolo, inizio del VII secolo quando il sito fu definitivamente abbandonato. Oggetti trovati durante gli scavi del cimitero romano di Frangonissi, due chilometri a est di Olimpia, usati dal I al IV secolo d.C., sono in mostra qui: gioielli, giocattoli (bambole e figure di animali) e soprattutto vasi di vetro, che a volte i vasi più grandi, come un'oinochoe in vetro del V secolo a.C. Gli ultimi articoli cronologicamente e museograficamente sono vasi di terracotta, fatti a mano e prodotti da tribù slave ambientate nella regione nel VI e VII secolo.

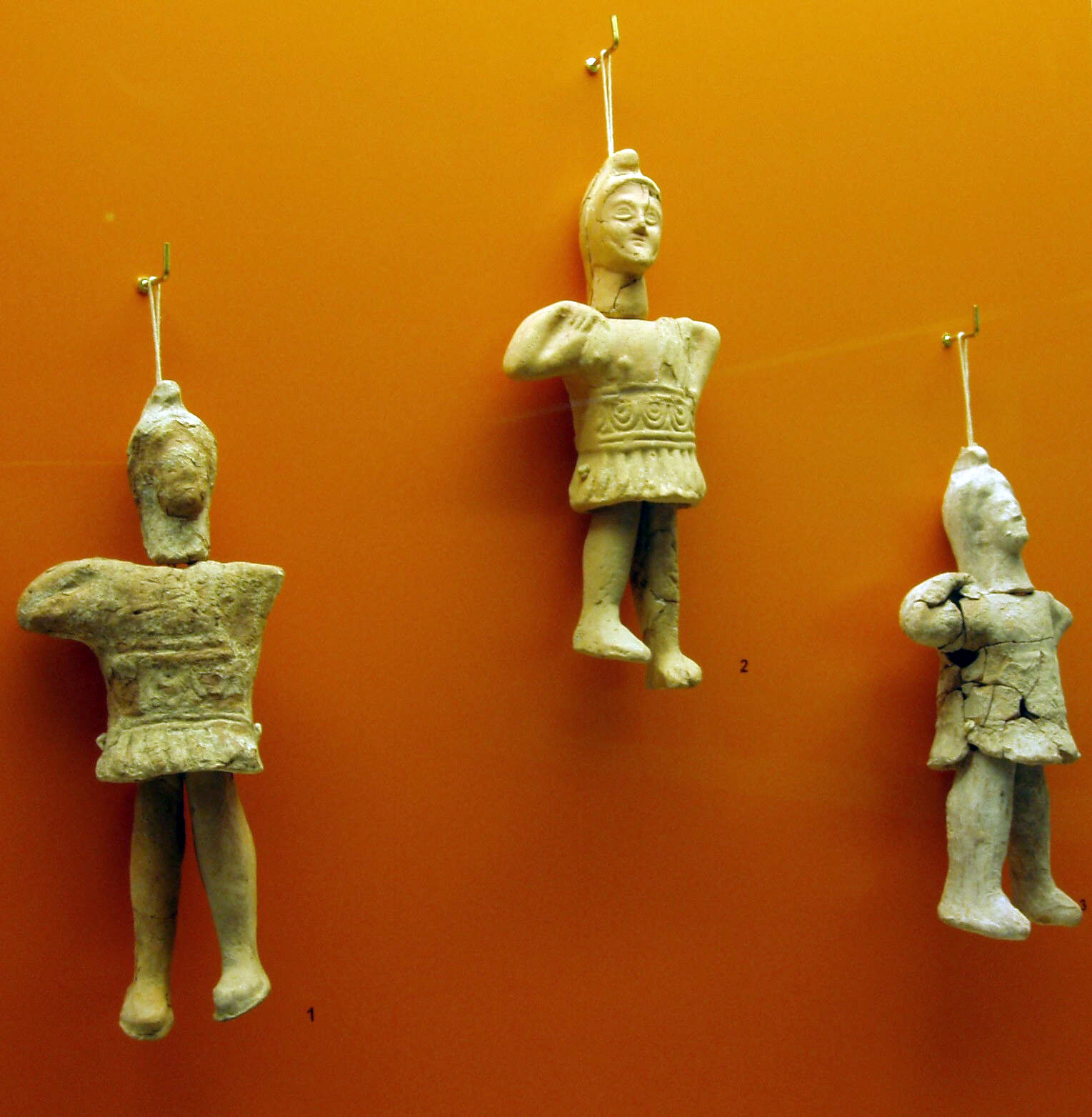
Figurine in terracotta, bambole? (I al III sec a.C.)
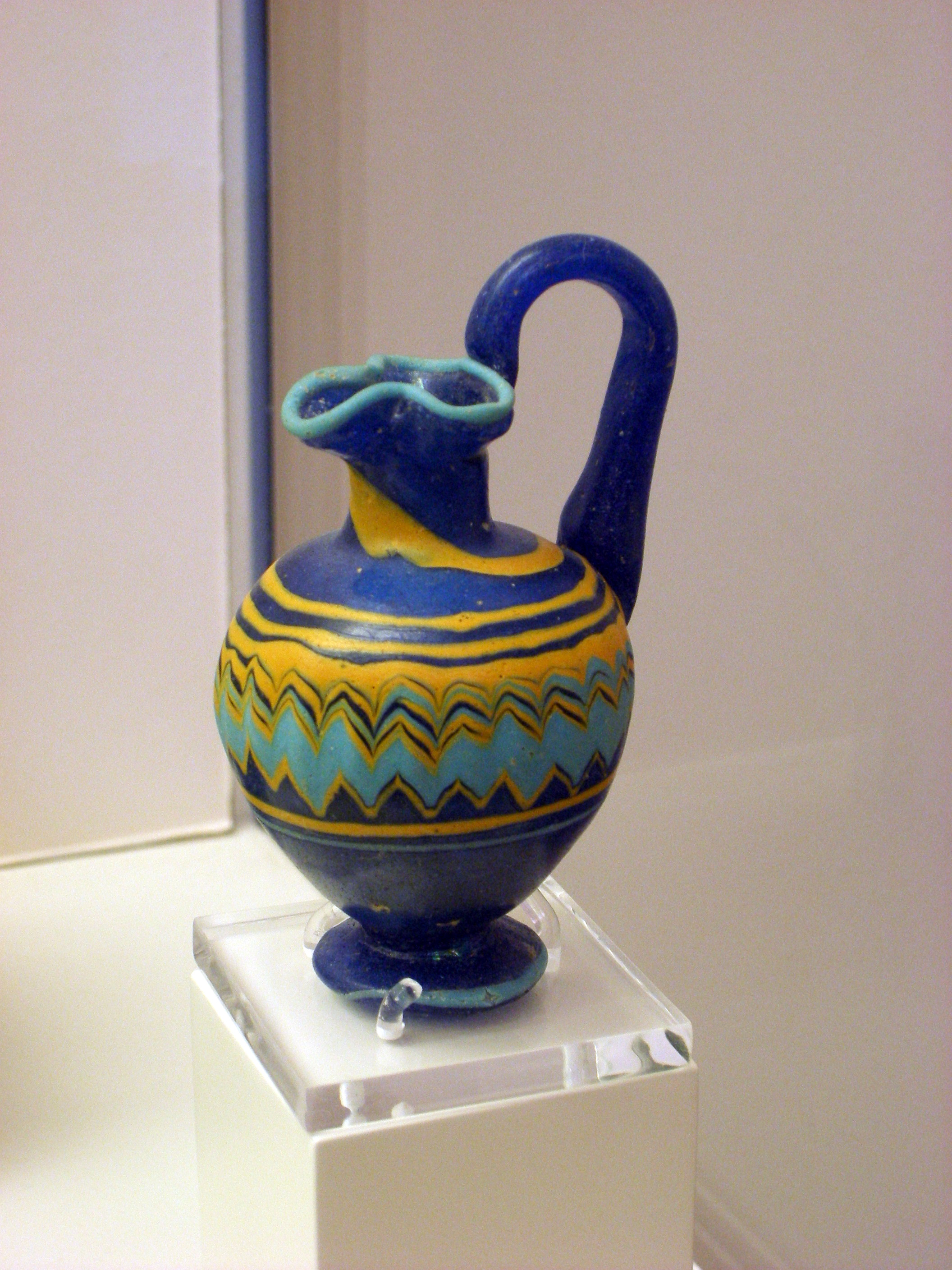
Oinochoe in vetro. (V sec a.C.)

### I pezzi famosi
- L'Hermes con Dioniso di Prassitele.
- La Nike di Peonio di Mende.
- Zeus e Ganimede.
- Frontoni del tempio di Zeus.
- Il casco di Milziade.
- Miniatura in bronzo di un cavallo.

La statua di Apollo del frontone occidentale del tempio di Zeus era raffigurata sulla banconota da 1000 dracme dal 1987 al 2001.